# Hagia Sophia
Die Hagia Sophia (vom griechischen Ἁγία Σοφία „heilige Weisheit“; türkisch Ayasofya) oder Sophienkirche befindet sich in Eminönü, einem Stadtteil im europäischen Teil Istanbuls. Die von 532 bis 537 n. Chr. erbaute ehemalige byzantinische Kirche wurde von 1453 bis 1935 – und wird wieder seit 2020 – als Moschee genutzt. Von 1935 bis 2020 diente sie als Museum (Ayasofya Müzesi, „Hagia-Sophia-Museum“).
Nach dem Niederbrennen zweier Vorläuferbauten verfolgte Kaiser Justinian mit dem Bau einer Kuppelbasilika im 6. Jahrhundert n. Chr. ein besonders ambitioniertes baupolitisches Programm. Sie ist dabei nicht nur die letzte der spätantiken Großkirchen, die seit Konstantin dem Großen im Römischen Reich errichtet wurden, sondern gilt in ihrer architektonischen Einzigartigkeit oft als eine Kirche ohne Vorbilder und ohne Nachahmung. Die Kuppel der Hagia Sophia bleibt mit ursprünglich 33 Metern Spannweite bis zum heutigen Tage die größte über nur vier Tragepunkten errichtete Ziegel-Kuppel der Architekturgeschichte. Sie gilt mit der gigantischen Umsetzung und den Proportionen und der besonderen Harmonie ihres Innenraums als eines der bedeutendsten Gebäude aller Zeiten. Aufgrund ihres besonderen Baugefüges und der hier durch Isidor von Milet und Anthemios von Tralleis erstmals verwirklichten neuartigen Idee in der Durchdringung von Zentralraum und longitudinaler Basilika entstand ein Bauwerk, das die Grenzen der verfügbaren technischen Möglichkeiten der Spätantike auslotete. Sie ist eine der kühnsten Konstruktionen aus Menschenhand und eines der bedeutendsten Bauwerke der letzten 1500 Jahre.
Als letztes großes und bei Weitem bedeutendstes Bauwerk der frühbyzantinischen Architektur und Kunst der Spätantike wird sie in ihrer Funktion als zentralem Ort byzantinischer Herrschaftsrepräsentation als eine Verkörperung der byzantinischen Reichsidee gesehen und ist damit eines der wichtigen Schlüsselwerke für das Verständnis des kulturhistorischen Phänomens Byzanz. Sie brachte zugleich ein neues Paradigma des Kirchenbaus hervor, das teils im Gegensatz zu seinen älteren Vorläufern stand und in der Folge einen der Grundpfeiler der christlichen Baukunst bilden sollte, der die Sakralarchitektur in Ost und West nachhaltig beeinflusst hat. Die Hagia Sophia wurde nicht zuletzt als Ausdruck und Demonstration der kaiserlichen Macht Justinians gebaut: Indem sich in dem Bauwerk die Einzigartigkeit seines Auftraggebers und die Zurschaustellung seiner herausragenden Stellung manifestierten, bildet es auch den Anspruch, Justinians Gottesgnadentum in der irdischen Herrschaft über die christliche Welt zu zeigen, ab. Die Hagia Sophia war die Kathedrale Konstantinopels, Hauptkirche des Byzantinischen Reiches sowie religiöser Mittelpunkt der Orthodoxie und ist heute ein Wahrzeichen Istanbuls. Ihre architektonischen Bedingungen waren ein zentraler Faktor für die Entwicklung der in ihr gefeierten spätantiken Liturgie und der liturgischen Musik.
Als Krönungskirche der byzantinischen Kaiser (seit 641), als Kathedrale des Ökumenischen Patriarchats von Konstantinopel und Ort wichtiger historischer Geschehnisse ist die Hagia Sophia in besonderer Weise mit der byzantinischen Geschichte sowie allgemein als universell gedachte Modellkirche der Hauptstadt der christlichen Oikumene, Konstantinopel, mit der Ideengeschichte des östlichen Christentums verbunden. Geplant als Bau von universeller Bedeutung, blieb sie über die Zeit des Mittelalters auch ein universelles christlich-spirituelles Zentrum. Auf der rechten Seite des Naos symbolisiert das Omphalion daher auch die Mitte der Erde, den sprichwörtlichen „Nabel der Welt“. Ihr Bau und ihre Symbolkraft waren aber insbesondere für die orthodoxe Christenheit und das Reich von außerordentlicher Bedeutung. Daher gilt sie den meisten orthodoxen Christen noch heute als großes Heiligtum.
Nach der Eroberung Konstantinopels durch die Osmanen im Jahr 1453 wurden christliche Insignien, Inneneinrichtung, Dekorationen und Glocken der Hagia Sophia entfernt oder durch Putz verdeckt. Anschließend als Hauptmoschee der Osmanen adaptiert, hatte sie großen Einfluss auf die Entfaltung der osmanischen Baukunst. Die osmanischen Sultane des 16. und 17. Jahrhunderts lehnten die Moscheen in den großen imperialen Külliyen an das bauliche Vorbild der Hagia Sophia an. Hauptwerke wurden hier durch Sinan geschaffen. Allgemein ist die Hagia Sophia unter den bedeutenden frühchristlichen Sakralgebäuden trotz der islamischen Indienstnahme in rein architektonischer Perspektive heute weniger verändert als die großen frühchristlichen Basiliken Roms und Jerusalems.
Auf Anregung Atatürks, des ersten Präsidenten der Türkei, beschloss der Ministerrat am 24. November 1934, die Moschee in ein Museum umzuwandeln. Am 10. Juli 2020 entschied das oberste Verwaltungsgericht der Türkei, dass die Hagia Sophia wieder als Moschee genutzt werden dürfe. Auf Anordnung des türkischen Präsidenten Recep Tayyip Erdoğan wurde für das erste islamische Gebet der 24. Juli 2020 festgelegt.

## Bauhistorische Einordnung

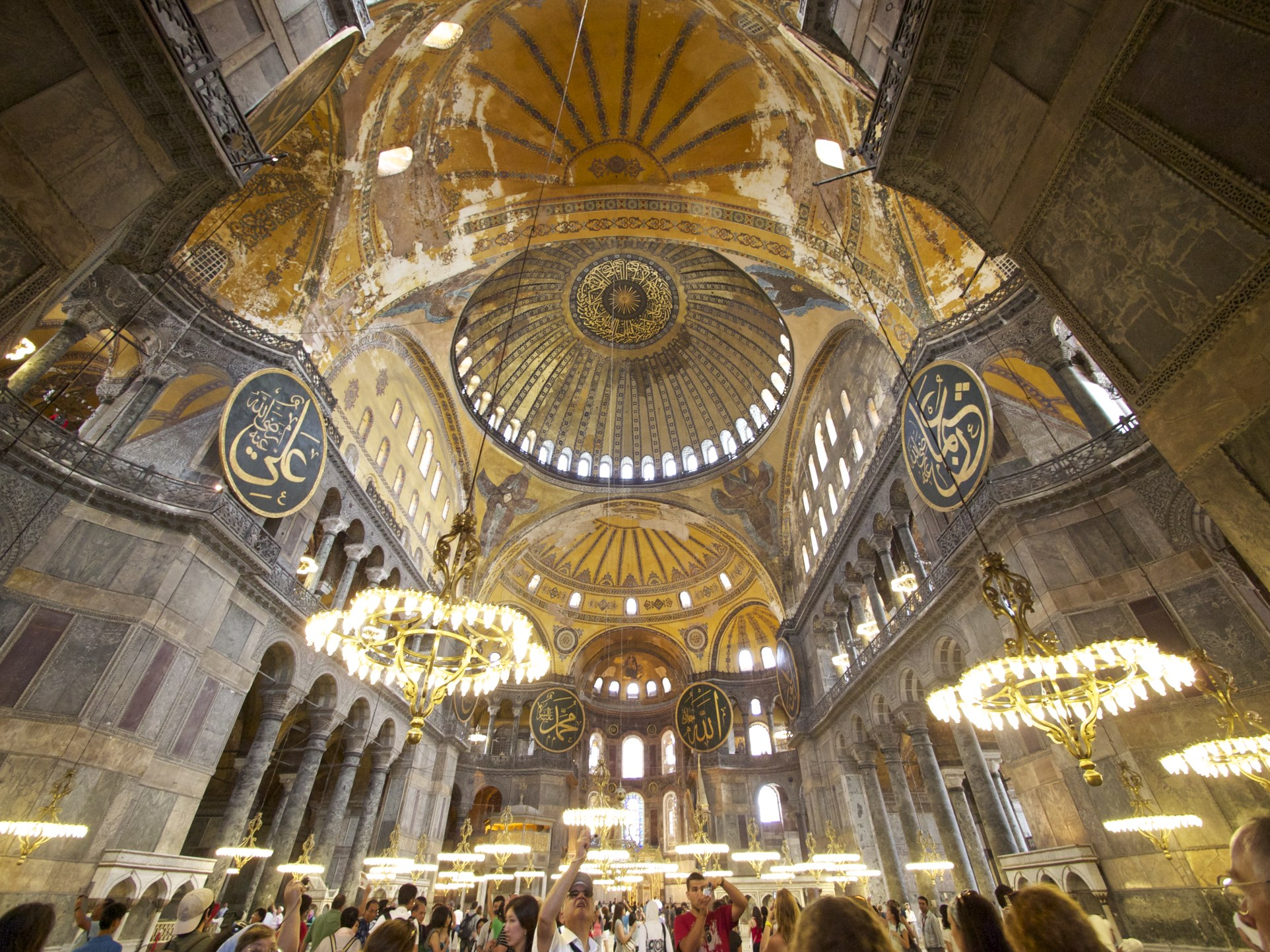
Ineinandergreifende Geometrien verdecken das gewaltige Stützsystem, das die riesige Kuppel trägt. Dieses verbirgt sich hinter elegant angeordneten Galerien, die dem Bauwerk die Illusion von der Entmaterialisierung seiner vertikalen Wandflächen verleihen.

Die Hagia Sophia gehört zu den herausragenden Bauwerken der Spätantike und ist das bedeutendste Beispiel für den Bautypus der Kuppelbasilika. Die Kuppelbasilika vereinigt Bauelemente mit einer längeren Geschichte. Dazu gehören die bereits in römisch-republikanischer Zeit entstandenen Basiliken als Orte der Versammlung, des Marktes und der Gerichtsbarkeit sowie die Kuppelbauten römischer Mausoleen, wie sie in der Kaiserzeit entstanden.
Das auffälligste Element der Hagia Sophia ist die monumentale Kuppel, die den gesamten Innenraum beherrscht. Sie ruht auf Pendentifs zwischen vier mächtigen Pfeilern. Im Norden und Süden des rechteckigen Zentralbaus wird der Seitenschub von Strebwerk über den Seitenschiffen abgefangen. Im Westen und Osten übernehmen diese Aufgabe Konchen mit Halbkuppeln, deren Widerlager ihrerseits in insgesamt vier kleineren Kuppeln liegt. Über dem Narthex befindet sich die Kaisertribüne und seitlich je eine Galerie für die Frauen (Gynaikeion). Die bauhistorische Bedeutung der Kuppel liegt nicht in ihrer Größe, denn bereits im ersten Jahrhundert nach Christus war es den Römern möglich, noch umfangreichere Kuppeln zu errichten, sondern darin, dass sie erstmals auf nur vier Pfeilern ruht und so gleichsam über dem darunterliegenden Raum schwebt. Der Versuch, die architektonische Herausforderung mit einer extrem flachen Kuppel zu erhöhen, scheiterte an wiederholten heftigen Erdbeben.
Die der göttlichen Weisheit gewidmete Kirche steht auf einem Rechteck von rund 80 m Länge und 70 m Breite. Die Spannweite der Kuppel beträgt rund 32 m; der Kuppelraum ist vom Fußboden bis zum Kuppelscheitelpunkt 55 m hoch.

## Baugeschichte

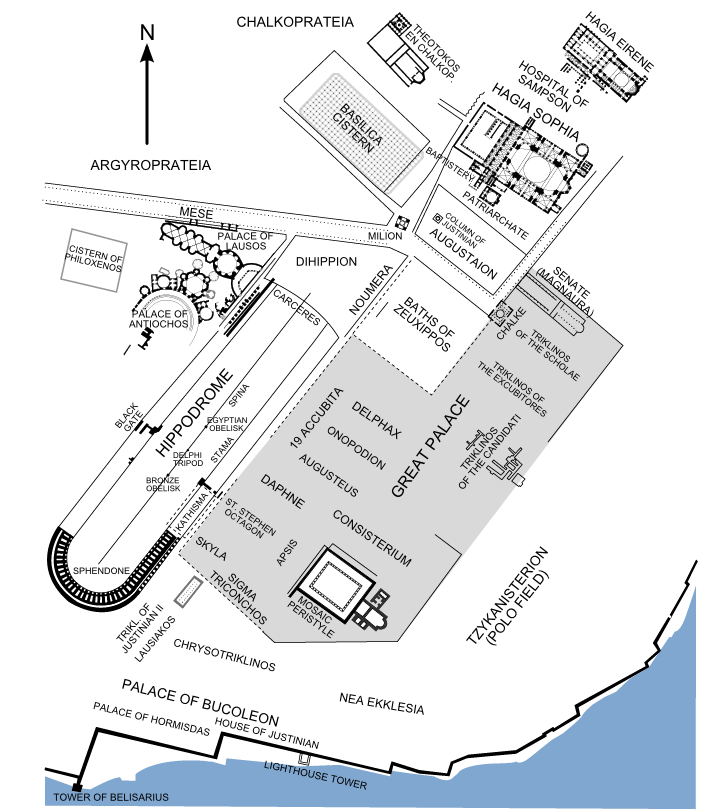
Lage der Kirche im ehemaligen Palastbezirk Konstantinopels. An der Südseite der Kirche lag das Augustaion mit der Monumentalstatue Justinians I. Unmittelbar westlich befindet sich die Cisterna Basilica.

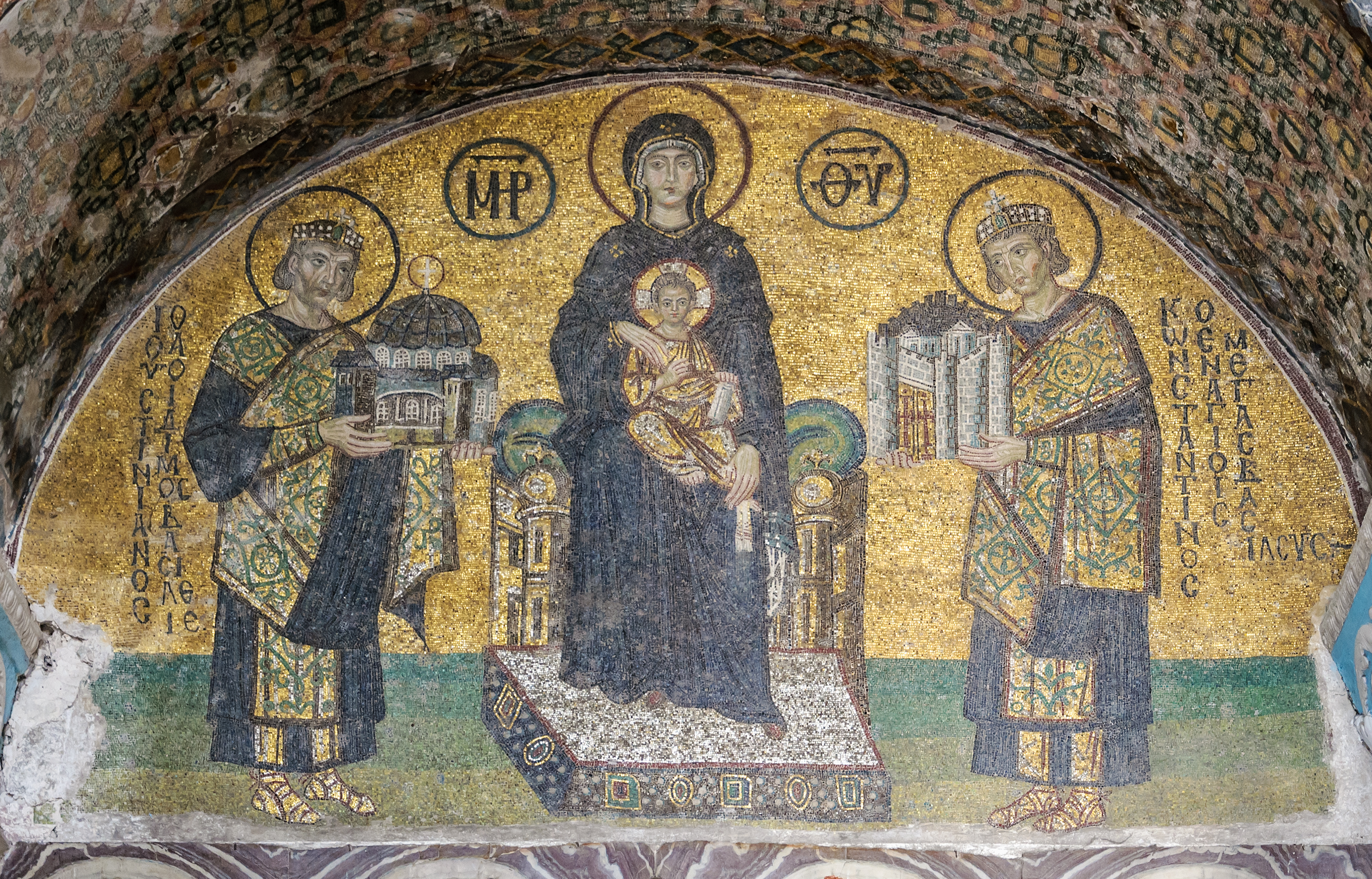
Stiftermosaik, 11. Jh. Maria als Theotokos, umgeben vom Kirchenstifter Kaiser Justinian mit dem Modell der Hagia Sophia und von Kaiser Konstantin als Stadtgründer mit dem Modell Konstantinopels.

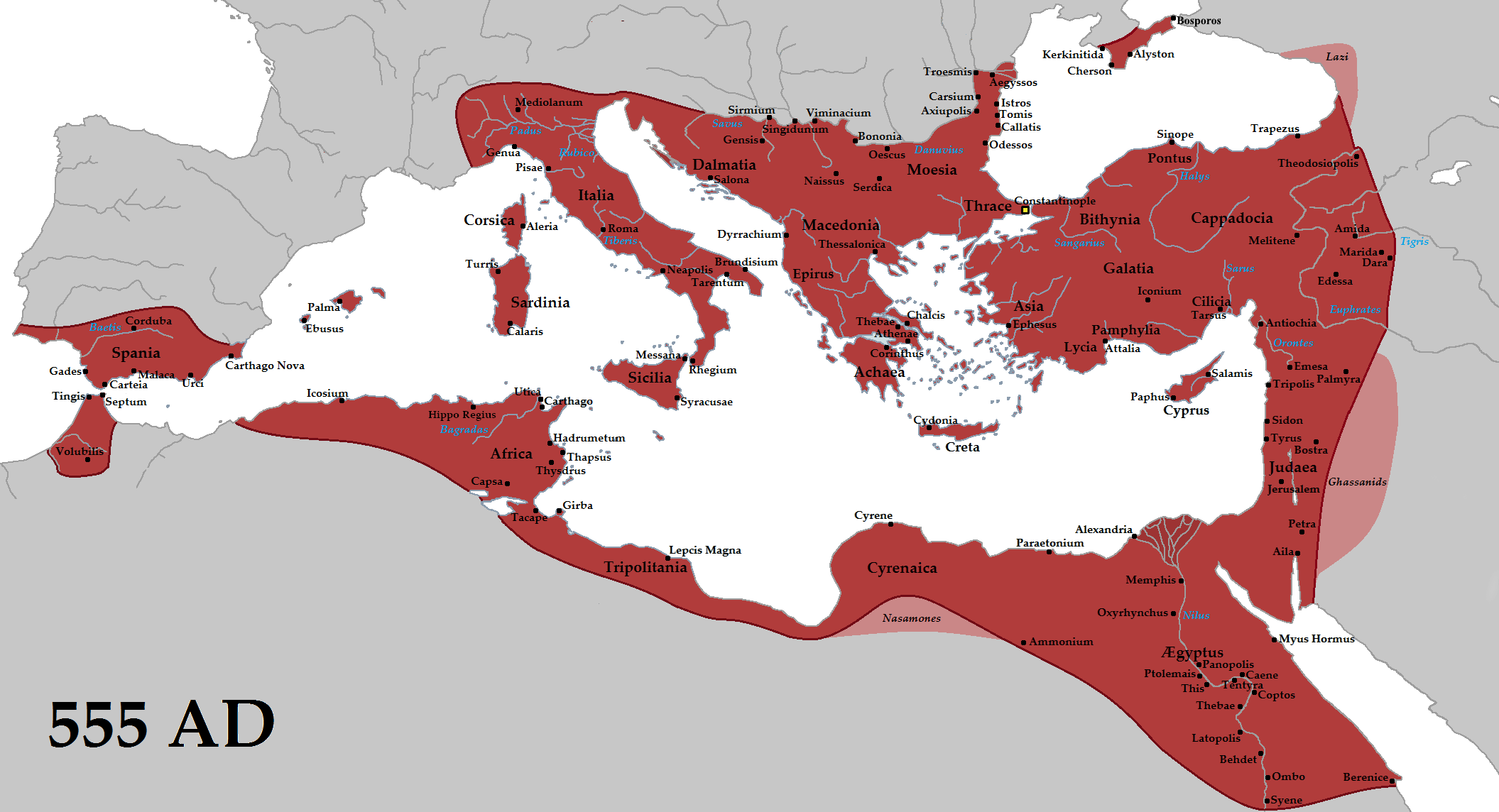
Staatsgebiet des Oströmischen Reiches unter Justinian I.

### Konstantinopel als Zentrum der Christenheit

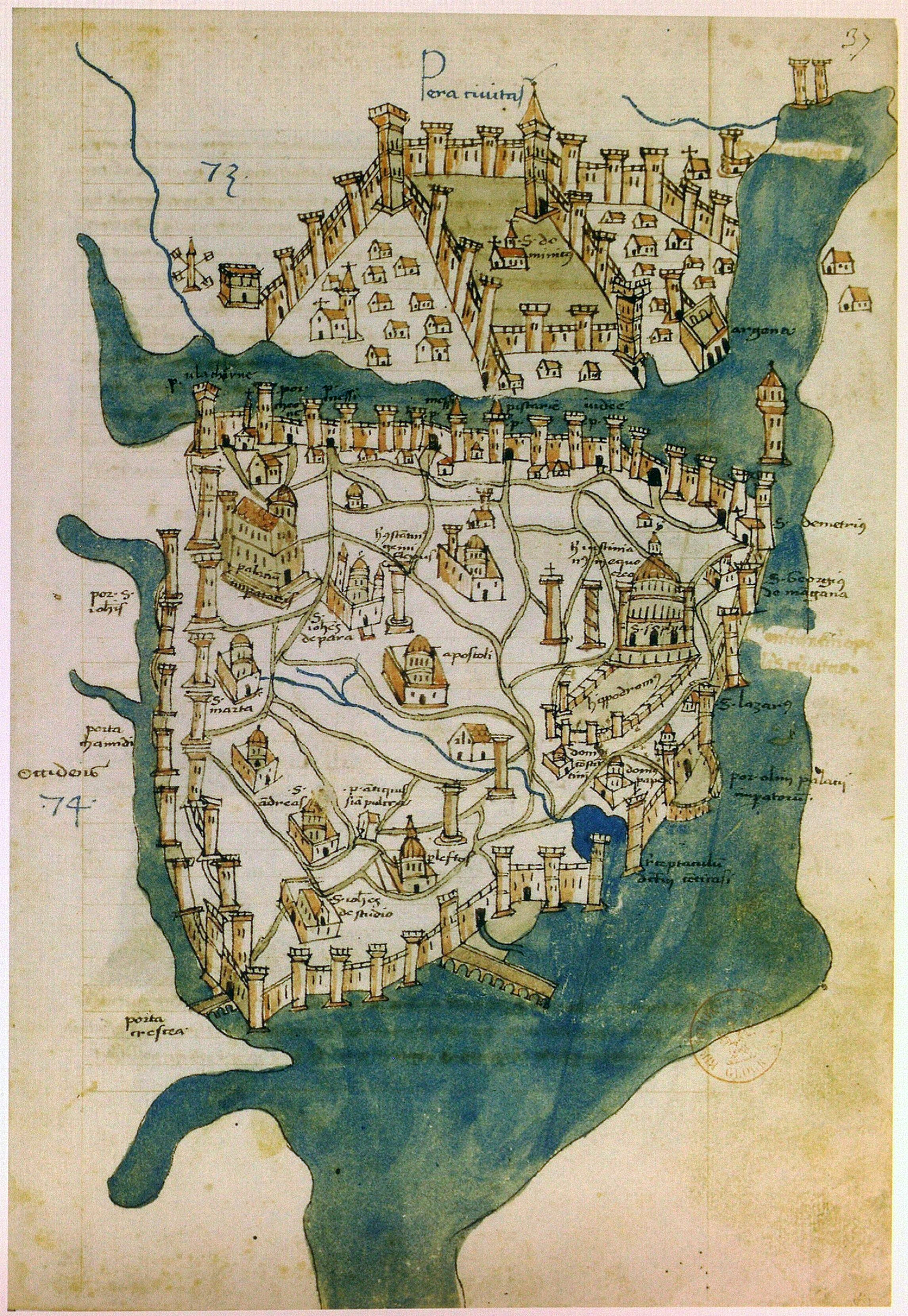
Stadtplan um 1420, in Cristoforo Buondelmontis Liber insularum archipelagi. Paris, Bibliothèque nationale de France, Département des Cartes et Plans, Ge FF 9351 Rés., fol. 37r

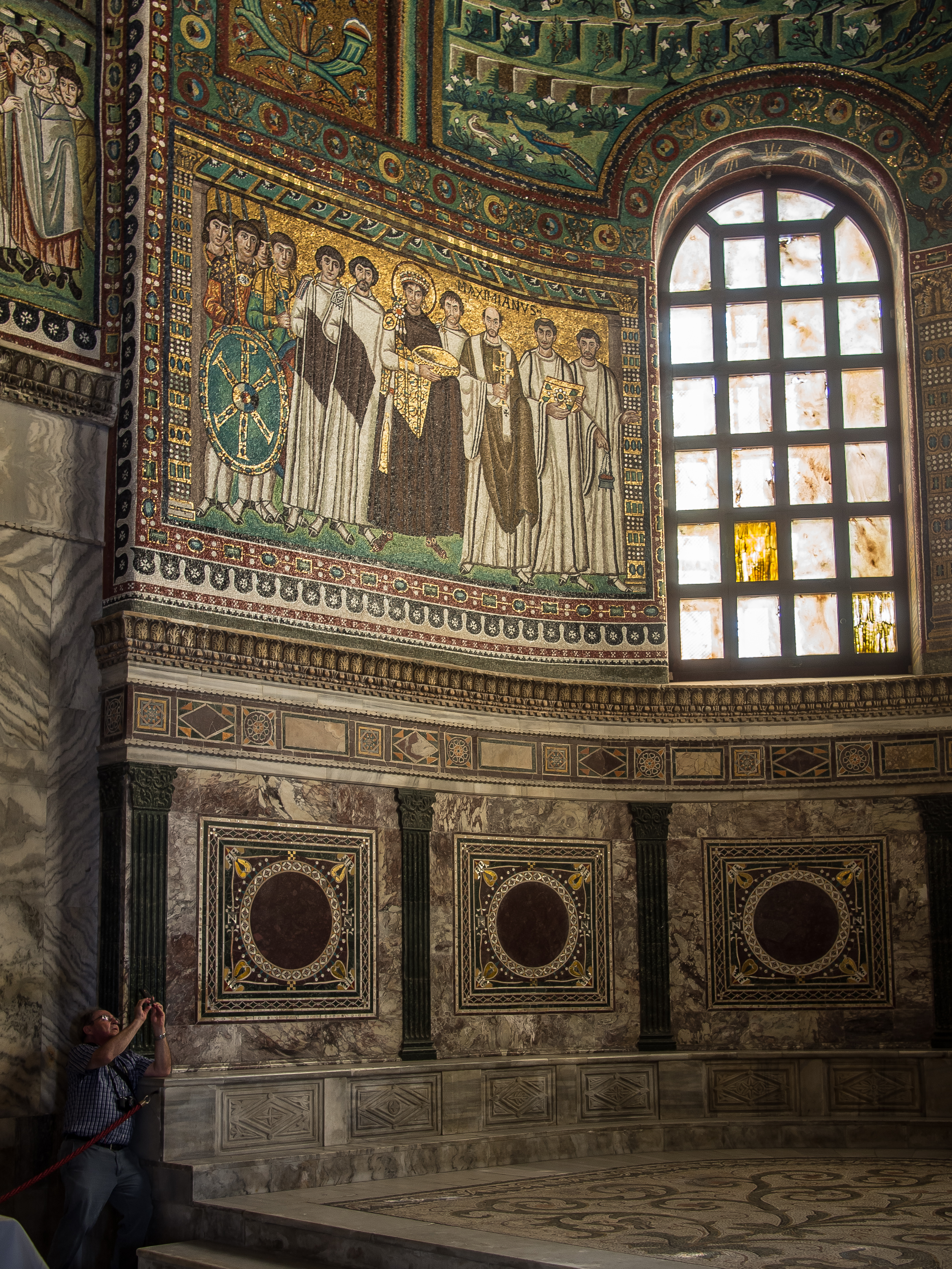
Das zeitgenössische Stifterporträt Justinians im Altarraum von San Vitale in Ravenna versinnbildlicht Justinians religiöses Selbstverständnis: Die Patena haltend, bereitet er in Gemeinschaft der Priesterschaft selbst die Liturgie vor

Strategisch auf der europäischen Seite des Bosporus zwischen Schwarzem Meer und Mittelmeer liegend, bildete Konstantinopel die Hauptstadt des spätantiken und mittelalterlichen Römischen Reiches, das als Byzantinisches Reich (395–1453) bekannt ist. Es war eines der größten und mächtigsten urbanen Zentren der Alten Welt und Hauptstadt des seitdem christlichen Römischen Reiches, damit Zentrum der Christenheit. Konstantinopel war neben Jerusalem wichtiges christliches Pilgerziel; Marien- und Christuspatrimonien wurden hier zusammengetragen und in speziellen Kirchenschreinen verehrt. Die im 6. Jahrhundert vollendete Kathedrale Konstantinopels, die Hagia Sophia, definierte die religiöse Zentralität des neuen Roms, das bald ebenso groß und reich bevölkert war wie Rom. Die Kirche war Haupt- und Bischofskirche der Residenzstadt Konstantinopel. In der Visur der Stadt bildete ihre Kuppel die zentrale Landmarke. Besucher, die über das Goldene Horn in der Stadt eintrafen, erblickten zuerst ihre Silhouette. Sie wurde als bauliches Symbol in der Personifizierung des Kaisers des christlichen Imperiums empfunden. Als das bis dahin größte überdachte Gebäude der Geschichte ist es der einzige weitgehend erhaltene Herrschaftsraum eines Staates, der sich selbst in der ungebrochenen Nachfolge des Römischen Weltreiches sah. Es war hier, wo sich christliche Liturgie unter Beisein und Ausübung von sakralen Handlungen im zeremoniellen Auftritt des römischen Kaisers, trotz seiner dem Laienstand gehörenden Stellung, in quasi-priesterlicher Funktion vollzog. Einzig der Kaiser war vom allgemeinen Verbot, den Altarraum zu betreten, ausgenommen. In Begleitung von Senatoren und Bischöfen wurde das Zeremoniell des Kleinen und Großen Einzuges als Staatsakt gefeiert. Dass das neue sakrale Hauptgebäude des Reiches selbst das des Alten Rom, den Pantheon, übertreffen sollte, kann aus der Diagonale zwischen den Hauptpfeilern der Hagia Sophia interpretiert werden. So bilden die beiden Apsiden mit den Pendentifs einen ausgeschnittenen Teil einer gewaltigen Kuppel, der von der Dimension her als identisch zum Pantheon aufgefasst werden kann.
Nachdem Kaiser Konstantin I. um 325 mit dem Bau der ersten Kirche an dieser prominenten Erhöhung der als Alternative zu Rom bestimmten neuen Hauptstadt des Römischen Imperiums begonnen hatte, zunächst vermutlich als Palastaula, wurde das als Basilika errichtete Vorgängergebäude unter Constantius II. vollendet. Die Kirche hatte keinen Namen, sondern wurde Megálē Ekklēsíā (griechisch: Μεγάλη Ἐκκλησία „Große Kirche“) genannt. Sie war wahrscheinlich, wie im vierten Jahrhundert üblich, eine kuppellose Basilika. Die spätere Nachricht, es hätten dort zahlreiche wertvolle Kunstwerke gestanden, die von Konstantin zur Ausschmückung seiner neuen Hauptstadt aus dem ganzen Reich nach Konstantinopel geschafft worden waren, darunter siebzig griechische Götterstandbilder, die, ihres religiösen Sinns entkleidet, als Zierstücke dienten, ist legendär. Falls sie einen realen Kern hat, kann er sich nur auf die Zeit der anfänglichen Verwendung als Palastaula beziehen. Diese Kirche brannte im Juni 404 bei einem Aufstand der Anhänger des Johannes Chrysostomos, des Patriarchen von Konstantinopel, nieder, nachdem er auf Betreiben der Kaiserin Aelia Eudoxia abgesetzt worden war. Von Theodosius II. am selben Ort wieder aufgebaut, der auch den benachbarten Großen Kaiserpalast errichtete, wurde dieser zweite Bau am 15. Januar 532, bald nach dem Beginn der Herrschaft Kaiser Justinians, während des sogenannten Nika-Aufstands erneut niedergebrannt. Kurz darauf entstand auf Anweisung Justinians die dritte Kirche am selben Platz. Die Details der Baugeschichte hat vor allem der Zeitgenosse Prokopios von Caesarea überliefert, der gegen 560 in seinem Werk De aedificiis (I,1) über die zahlreichen Bauwerke berichtete, die unter Justinians Herrschaft im Imperium Romanum errichtet wurden. Das Werk entstand offenbar im Auftrag des Kaisers, der darin teils panegyrisch gelobt wird.

### Architektur

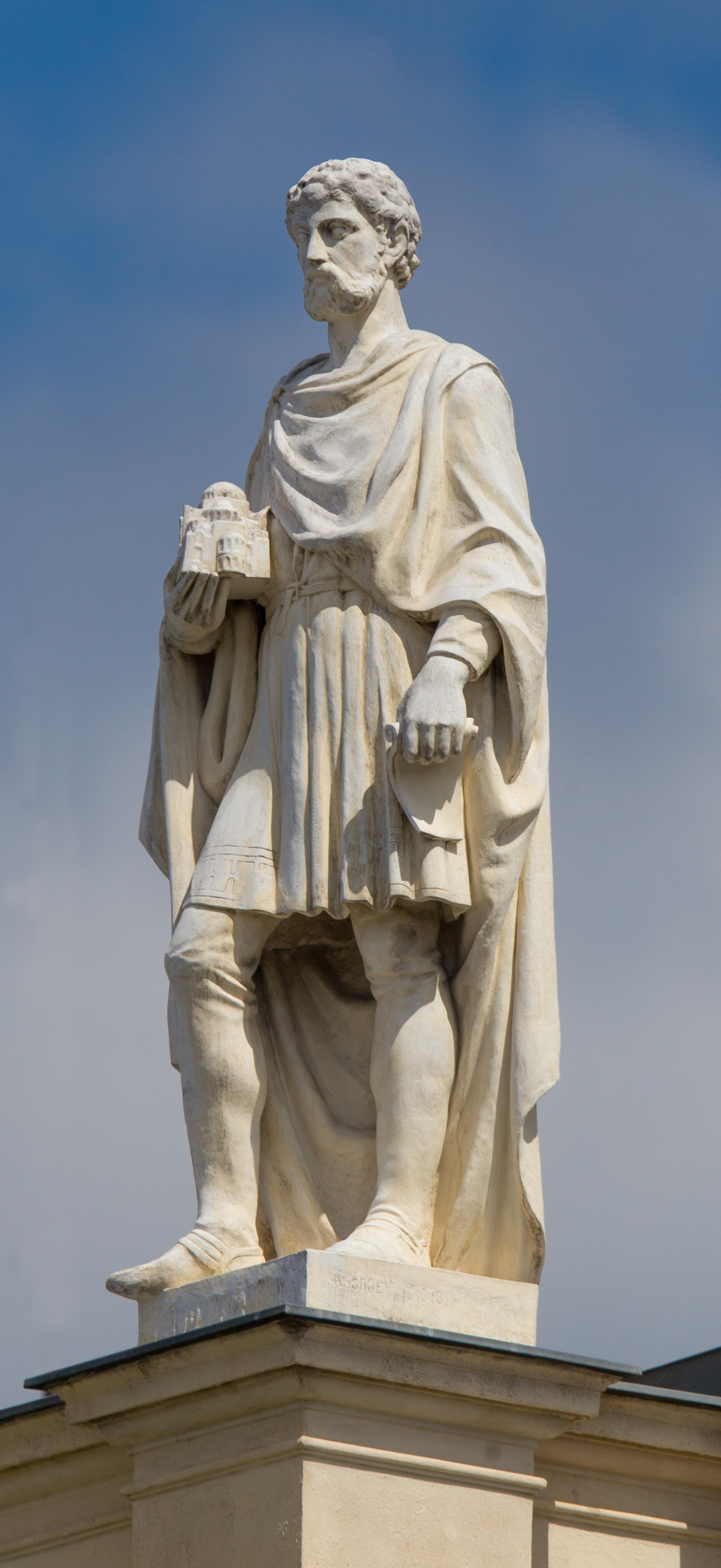
Isidor von Milet mit der Hagia Sophia, moderne Figur auf der Balustrade des Kunsthistorischen Museums Wien

#### Konstruktion
Die beiden Architekten der Hagia Sophia, Isidor von Milet und Anthemios von Tralleis, waren Mathematiker und Ingenieure, die sowohl ein breites theoretisches als auch ein praktisches Wissen besaßen. Beide redigierten ältere Traktate, schrieben jedoch auch eigene Arbeiten. Von imperialer Seite wurden sie mit dem Auftrag der Errichtung der Hagia Sophia vor eine Aufgabe gestellt, für die es bis dahin noch keine adäquaten Erfahrungen gab. Sie mussten daher für die Konzeption und Konstruktion auf bewährte Handbücher mathematischer Prinzipien zurückgreifen, die sie mutmaßlich auch novellierten. Hieraus griffen sie als Basisgeometrie auf das Oktogon zurück, das mit seinen rationalen Seitenzahlen wesentlich im antiken Vermessungswesen und auch für die Errichtung eines so großen Gebäudes geeignet war. Mit der über quadratischem Grundriss stehenden halbhemisphärischen Gewölbekonstruktion sind Aspekte der Berechnung von Strukturen mit irrationalen Zahlen und irrationalen Verhältnissen von Grundfläche und kuppelgekröntem Oberbau Basisprobleme. Für die Planung der Kuppel waren jedoch ausdrückbare Zahlen in der Ausführung sowohl von exakter und vermittelbarer Kalkulation direkt an der Baustelle essentiell.
Dass die Kirche in nur fünf Jahren entstand, spricht für eine äußerst gewissenhafte Bauplanung. Die enorme Geschwindigkeit, mit der sie zwischen 532 und 537 errichtet wurde, macht sie zu einer der bautechnischen Meisterleistungen aller Zeiten, insbesondere durch die Tatsache, dass hier einige völlig neue strukturelle Bauelemente verwendet wurden. Die Pendentifs reichten weit über vorherige Konstruktionen hinaus. Man ging früher davon aus, dass sie hier erstmals eingeführt wurden und gleichzeitig ihre volle Entfaltung erreicht hätten. So übertreffen die vier großen Bögen an den Hauptjochen des Kranzgesimses mit 31 m noch die des Petersdoms im Vatikan um über 6 m, wobei dieser aber ein ganzes Jahrtausend später entstand und ein Vielfaches der Zeit der Vollendung der Hagia Sophia beanspruchte. Auch die Baumeister der großen Sultans-Stiftungen im Osmanischen Reich, die sich die Hagia Sophia zum Vorbild nahmen, schüchterten die bautechnischen Herausforderungen ein. Sie hatten Schwierigkeiten, eine Kuppel in der Dimension der Hagia Sophia zu bauen.

##### Geometrischer Gesamtentwurf

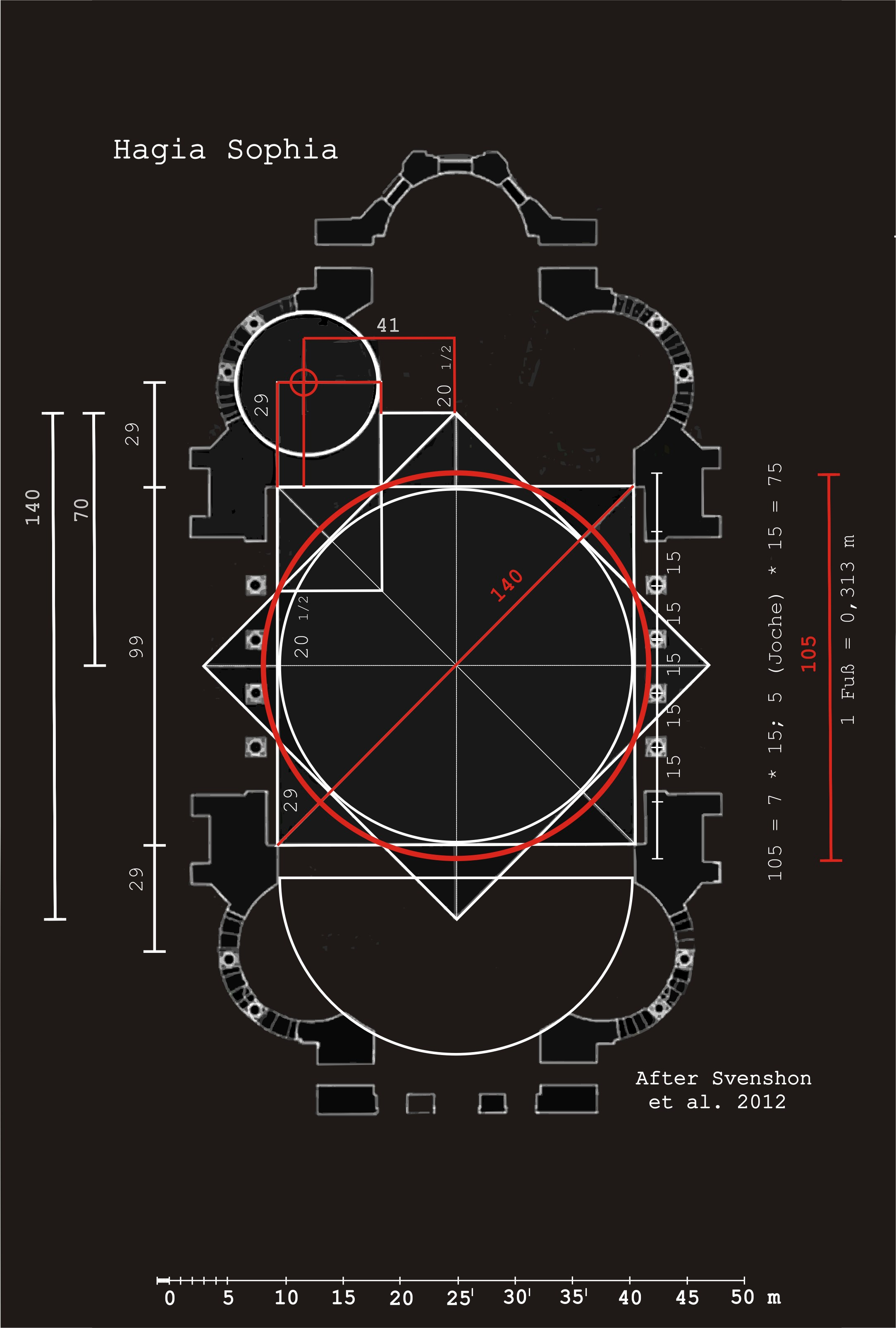
Geometrische Gesamtkonzeption der einzelnen Bauteile

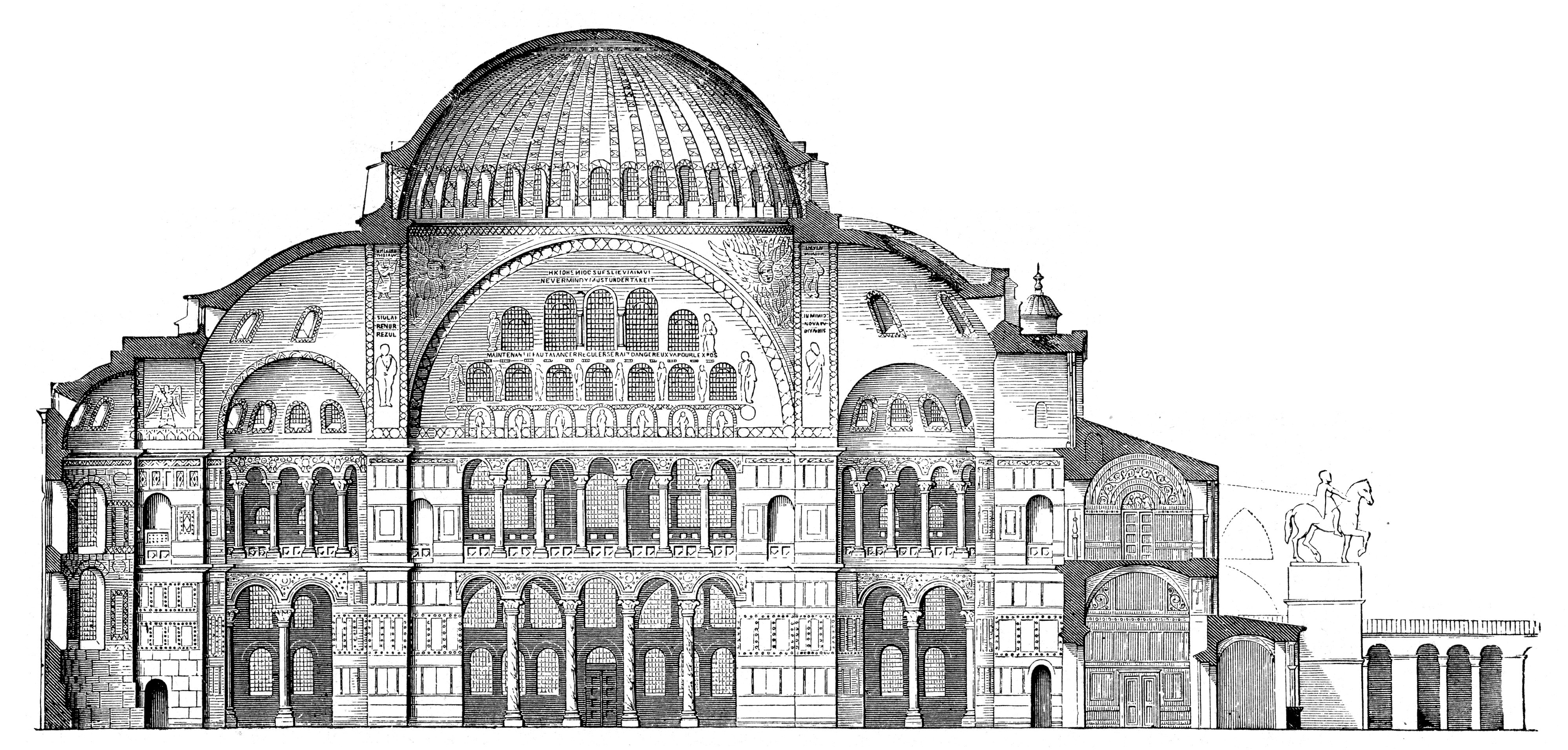
Längsschnitt

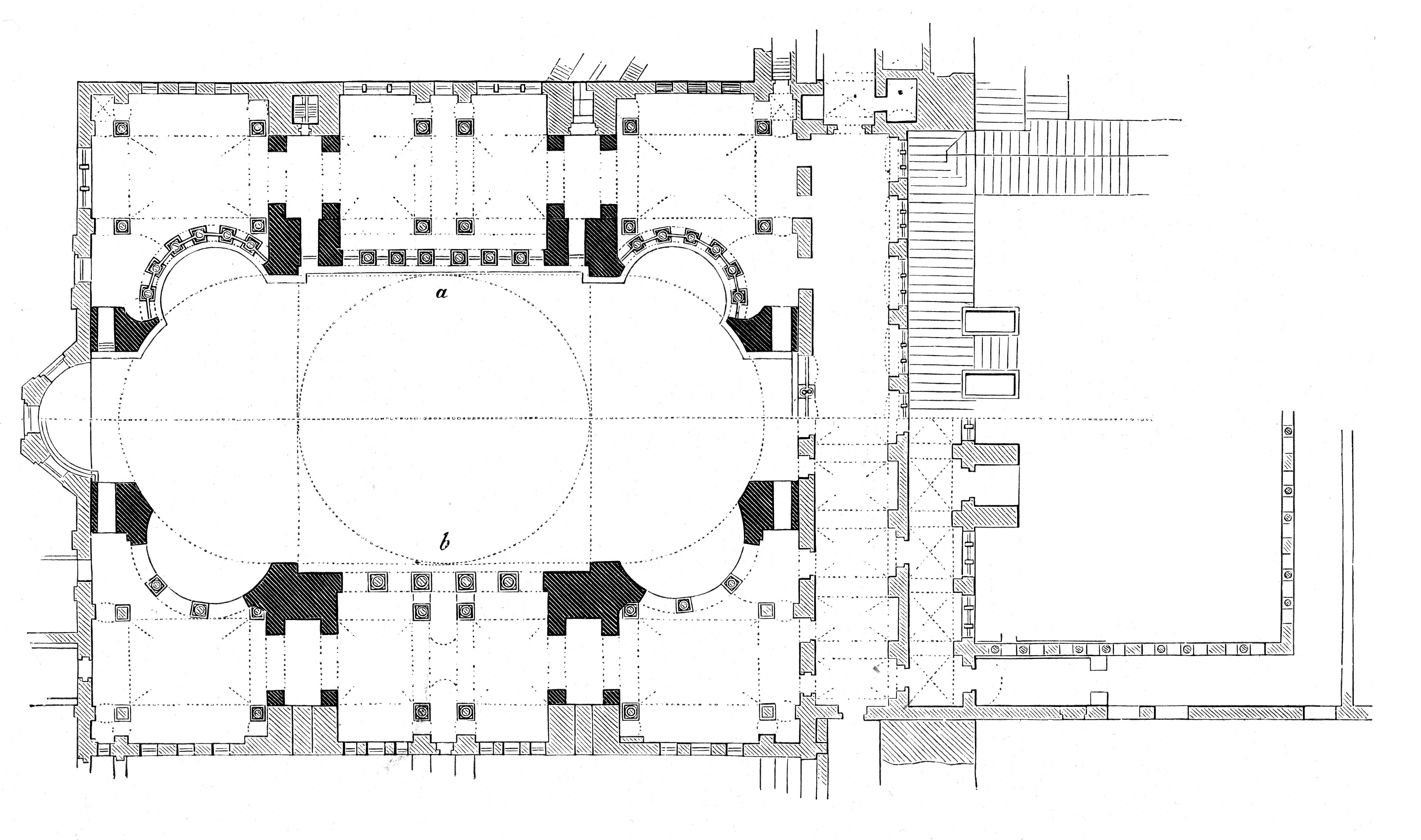
Grundriss, in der oberen Hälfte die Empore, in der unteren das Erdgeschoss

Die Hagia Sophia stellte die interpretierende Architektur- und Kunstgeschichte lange vor große Probleme. Mit ihren innovativen Bauformen ist sie äußerlich weit von den Normen der antiken Ordnungsarchitektur entfernt. Dennoch bleibt sie in den Bautraditionen des klassischen Altertums verhaftet. Dem Entwurf liegt ein grundlegendes mathematisches Prinzip zugrunde. So konnte Justinian bei hohen Festtagen das Bauwerk an zeremoniell vorbestimmten Handlungspunkten während der Kirchenliturgie abschreiten. Da die Architekten Isidor von Milet und Anthemios von Tralleis zu den besten Mathematikern ihrer Zeit gehörten, lag es nahe, für dieses „Raumwunder“ eine mathematische Ordnung zu suchen. Da ohne direkte textliche Erkenntnisse das Bauwerk selbst zum Konstruktionsprinzip befragt werden musste und die Lösungen des Konstruktionsproblems bot, suchte man in den Grundrissen der Hagia Sophia nach deren Ordnungsmaßen. Schnell wurde das optisch kaum wahrnehmbare Quadrat von 31 m des Naos durch seine sorgfältige Anlage als Grundelement der Konstruktion erkannt. Hieraus versuchte man durch Zurückrechnen auf den Byzantinischen Fuß die Maßzahlen der griechischen Architekten zu bestimmen. Dies war insbesondere notwendig, da die irrationalen Zahlen der Quadrat- und Kreiszahl {\displaystyle {\sqrt {2}}} = 1,414213562… und {\displaystyle \pi =3{,}1415926\ldots ,} die Ingenieure vor nicht lösbare Probleme gestellt hätte. Sie wären als Basis der Bauplanung wenig brauchbar. In der angewandten antiken Mathematik waren mit besser geeigneten Rationalwerten, die aus Seiten- und Diagonalzahlenpaaren abgeleitet wurden, viel einfachere Rechenwege möglich, als sie Näherungswerte von {\displaystyle {\sqrt {2}}} und {\displaystyle \pi } anboten.
So wusste man, dass antike Ingenieure sich ganz einfacher rationaler Zahlenlösungen für die irrationalen Streckenverhältnisse bedienten, mit denen exakte Bauvermessungen vornehmbar sind. So wurde {\displaystyle \pi } einfach als {\displaystyle {\frac {22}{7}}} dargestellt, was bei Wahl von geeigneten Werten ein System ganzzahliger Baumaße ergibt. So ergibt ein Kreisdurchmesser von 70 Byzantinischen Fuß einen Umfang von 220 Fuß und ein Durchmesser von 105 Fuß einen Umfang von 330 Fuß. Für die irrationalen Streckenverhältnisse im Quadrat mit der Quadratzahl {\displaystyle {\sqrt {2}}} verwendeten die antiken Bauingenieure sehr genaue Näherungswerte, die heute noch in den DIN-Papierformaten erhalten sind. Diese Serie der „Seiten- und Diagonalzahlen“ lässt sich in den Strecken eines Oktogramms darstellen und bildet die maßlichen Grundlagen im Bau der Hagia Sophia.
Hierbei war jedoch lange eine falsche Vermutung dafür verantwortlich, indem moderne Kunsthistoriker im Grundquadrat der Kuppel mit 31 m 100 Byzantinische Fuß annahmen, dass dieses Problem dennoch nicht so einfach gelöst wurde. Für die Seitenlänge von 100 Fuß ergibt sich nämlich eine irrationale Diagonalzahl, die in der Folge durch die geometrische Abhängigkeit eine Anzahl weiterer irrationaler Strecken bedingt. Mit diesem, auf einem 100 Fuß messenden Quadrat war es nicht möglich, die weiteren Strecken und Aufrisse im Bau zu folgern. Das Problem wurde durch einen mathematischen Trick erst spät, aber dann doch leicht behoben. Nimmt man an, dass die 31 m des Quadrats zu 99 Byzantinische Fuß gerechnet wurden, dann ergibt sich für die Diagonale ein rationaler Wert von fast exakt 140 Fuß. Der Fehler liegt nur noch im tausendstel Bereich und konnte im Bauvorgang ignoriert werden. Bildet man nun mit einem solchen Quadrat mit der Seitenlänge 99 Fuß und der Diagonale 140 Fuß ein Oktogon oder Oktagramm, entstehen geometrische Strecken, die wiederum mit geringster Abweichung als ganzzahlig aufgefasst werden können (zum Beispiel 29, 41). Weitere Strecken mit gleichen Eigenschaften lassen sich durch Teilung aus der Geometrie des Oktagramms nun durch Teilung und Kombination zu der eigentlichen Geometrie des Grundrisses der Hagia Sophia kombinieren, der dadurch exakt definierbar ist.
Der Grundrissplan wurde vermittels der rechnenden Geometrie, also einem Zusammenspiel zwischen Arithmetik und konstruierender Geometrie, hieraus aufs Klarste entwickelt.
Um die Entwurfsgeometrie zu vervollständigen, sind zusätzlich einige weitere Streckenwerte, als nahezu ganzzahlige Vielfache von {\displaystyle {\sqrt {3}}} und {\displaystyle \pi }, die mit den von Anthemios und Isidor gewählten Maßsystem kommensurabel sind, einzusetzen. So sind die Streckenwerte 71 (41 x {\displaystyle {\sqrt {3}}}) und 440 (140 x {\displaystyle \pi }) nach antiken Berechnungsmethoden sogar exakt. Für die Konstruktion konnte damit bewiesen werden, dass das Verhältnis der Seite zur Diagonale im Quadrat, die bei höheren Werten zu der Zahlenreihe führt (12, 17, 29, 41, 70, 99, 140), in der Geometrie der Hagia Sophia maßgeblich Anwendung fand.

##### Berechnung der Kuppel

Schematische Darstellung einer Pendentifkuppel

Der konstruktiv und bautechnisch schwierigste Bereich war die Konstruktion der zentralen Kuppel. Als Pendentifkuppel musste ihre konstruktive Lösung über die Berechnungen der sphärischen Dreiecke, die baulich als Pendentifs errichtet wurden, gelöst werden. Die Aufgabe zur Lösung der zusammengesetzten Gewölbeformen, deren obere Halbkugel (=Kuppel) sich über einer größeren, aber zu sphärischen Dreiecken reduzierten Kuppelschale erhebt, lag in der Bemessung der sphärischen Dreiecke, indem von der Halbkugel anhand des ihr eingeschriebenen halben Kubus vier Kugelabschnitte abgetrennt werden und die entstandene Restfläche genau bestimmt werden kann. In der mathematischen Lösung dieses Problems, in Herons Sammlung der Gewölbeberechnungen überliefert, liegt der eigentliche Schlüssel zum Verständnis der Entwurfsgeometrie der Hagia Sophia sowie dem ihr zugrunde liegenden Vermessungssystem, auf dessen Grundlage die gesamte Planung durchgeführt werden konnte. Jedoch lag das Besondere an der Aufgabe, dass im Gegensatz zu allen anderen Gewölbeberechnungen überraschenderweise nicht die mit dem vereinfachten {\displaystyle \pi }-Wert (22/7) kompatiblen Durchmesserzahlen (zum Beispiel 7 oder 14 usw.), sondern die der sogenannten Seiten- und Diagonalzahlenreihe angehörten, verwendet wurden.
Die Seiten- und Diagonalzahlenreihe geht auf ein Theorem der Pythagoreer zurück und taucht schriftlich erstmals in Platons „Res Publica“ auf. Die Seiten- und Diagonalzahlenreihe lässt eine systematische Folge sehr genauer Näherungswerte für das irrationale Verhältnis {\displaystyle {\sqrt {2}}}:1 errechnen. Nach Platon haben die Pythagoreer dieses Theorem zu Diagonalen und Seiten wie folgt entwickelt: Wenn die Diagonale die Länge ihrer Seite erhält, wird sie eine Seite, während die Seite, die verdoppelt wird und ihre Diagonale erhält, eine Diagonale wird. Es kann auch als Ausdruck im Aufbau immer größer werdender gleichschenklig-rechtwinkliger Dreiecke nach der Regel: Kathete plus Hypotenuse ergibt neue Kathete, zweimal Kathete plus Hypotenuse ergibt neue Hypotenuse, ausgedrückt werden. Ausgehend vom Quadrat mit der Seite 1 (monas), entwickeln sich dadurch folgende Diagonalen- und Seitenzahlenserien (d/s): 1/1, 3/2, 7/5, 17/12, 41/29, 99/70 usw. Diese spezielle Folge von Quadraten ergibt einen immer präziseren Näherungswert für {\displaystyle {\sqrt {2}}}, da die Differenz zwischen dem Quadrat der Diagonalen und dem doppelten Quadrat der Seiten alternierend immer nur +1 oder −1 ergibt, also in keinem Fall mehr als eine Einheit (monas) beträgt.
Neben dem pragmatisch einfachen Ergebnis dieser Regel hatte es für das antike Denken auch eine kosmologische Bedeutung, da die Quadrate sich alle aus der kleinsten Einheit des „monas“ heraus erzeugen. Seines praxisnahen Einsatzes wegen wurden Kombinationen aus der Seiten- und Diagonalzahlenreihe in den Textbüchern Herons als Näherungswerte {\displaystyle {\sqrt {2}}} für die Flächenberechnung verwendet. Nachdem die geometrische Form einer Pendentifkuppel eben durch ein Quadrat definiert wird, hielt sie damit auch die grundsätzliche konstruktive Lösung der Kuppel der Hagia Sophia, aus Nutzung eines der Quadrate der Seiten- und Diagonalreihe zu nehmen, bereit. Die Sorgfalt, mit der eben ein Quadrat von 31 m Länge genommen wurde, lässt folgerichtig annehmen, dass Isidorus und Tralleis den Wert von 99 Fuß wählten und dadurch mit dem Diagonalmaß von 140 Fuß ein für die Bauplanung einfaches Maß nahmen. Jedoch ist dieses Maß dann auch zum {\displaystyle \pi }-Wert 22/7 kommensurabel und anderseits als Derivat der Seiten- und Diagonalzahlreihe 140/99 ein bis auf die vierte Kommastelle genaue Näherungswert für {\displaystyle {\sqrt {2}}} erzeugt.
Der ursprünglich konstruierte Durchmesser der Kuppel der Hagia Sophia konnte mit dieser Methode genau bestimmt werden. Er basiert auf dem Wert 105 Fuß und nicht auf dem Grundquadrat von 99 Fuß, da dieses Maß nicht kompatibel zu {\displaystyle {\frac {22}{7}}} ist. Erst wenn die realisierte Kuppel etwa 1 m hinter dem Öffnungsring des Quadrats angesetzt wird, kann mit dem Durchmesser von 105 Fuß und dem rationalen Wert für {\displaystyle \pi } = {\displaystyle {\frac {22}{7}}} wieder ein ganzzahliger Umfang von 330 Fuß konstruiert werden. Die theoretischen Grundlagen der Architekten sind unmissverständlich dem Werk Heron von Alexandrias entnommen. Die genauen Maße der Hagia Sophia finden sich so noch in Beispielen von Rechenbüchern wie in der im 10. Jahrhundert entstandenen Handschrift „Gaeodesia“, die unter dem fiktiven Autor Heron von Byzanz firmiert.
Erst mit diesem kleinen Eingriff am Pendentifkuppelsystems konnten die Architekten die unterschiedlichen Gewölbemaße modulieren und sie an die bewährte Methode Herons übertragen. Aus dieser Methode konnten nicht nur die Gewerke exakt bestimmt werden, es konnte beispielsweise durch die exakte Bestimmung des Kuppelumfangs und der darin 40 regelmäßig verteilten Fenster ein genauer Abstand von 8,5 Fuß zwischen den Fenstern bestimmt werden.

#### Baugeschichte

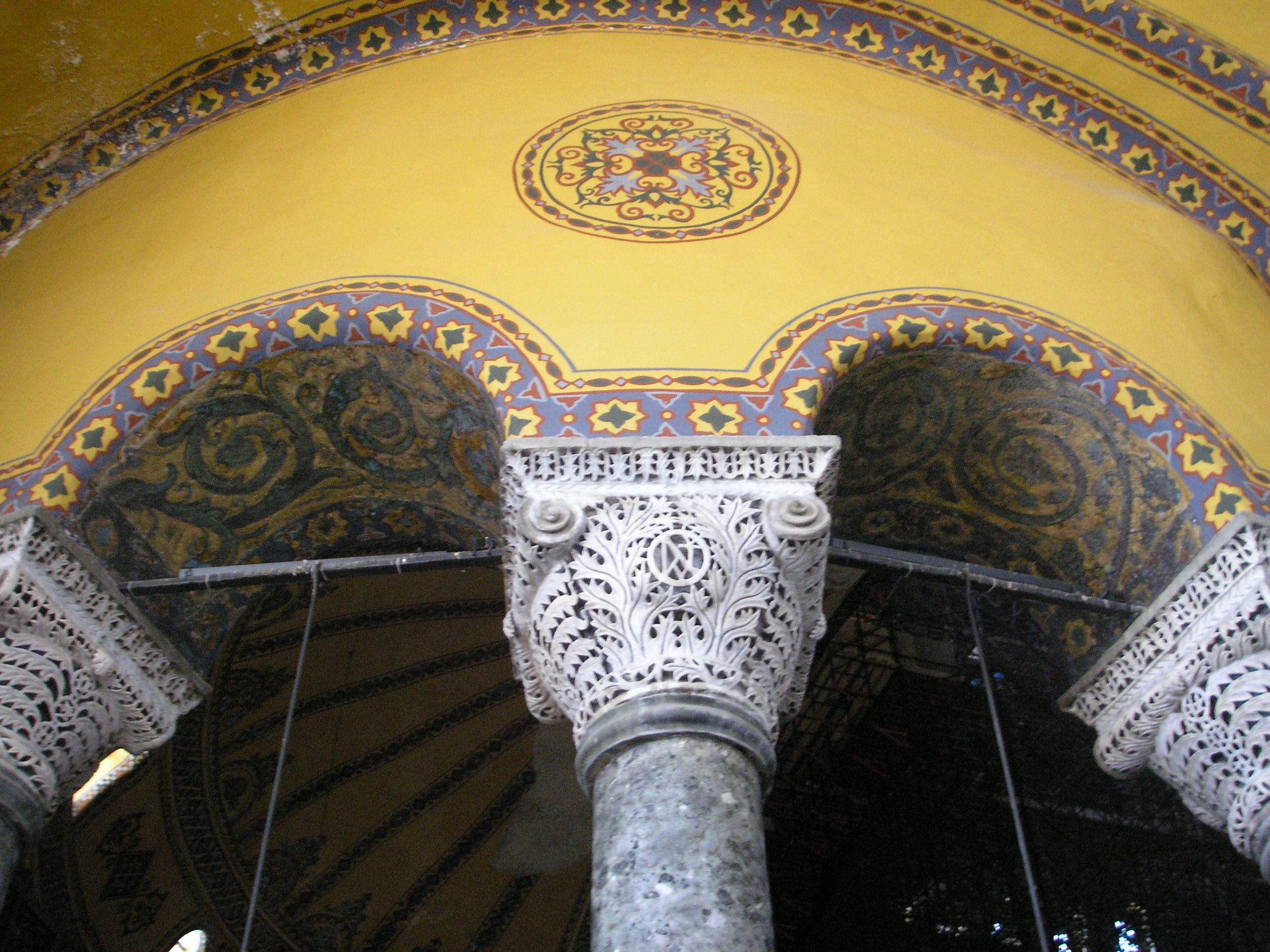
Das Medaillon in der Mitte des Byzantinischen Kämpferkapitells zeigt das Monogramm Justinians

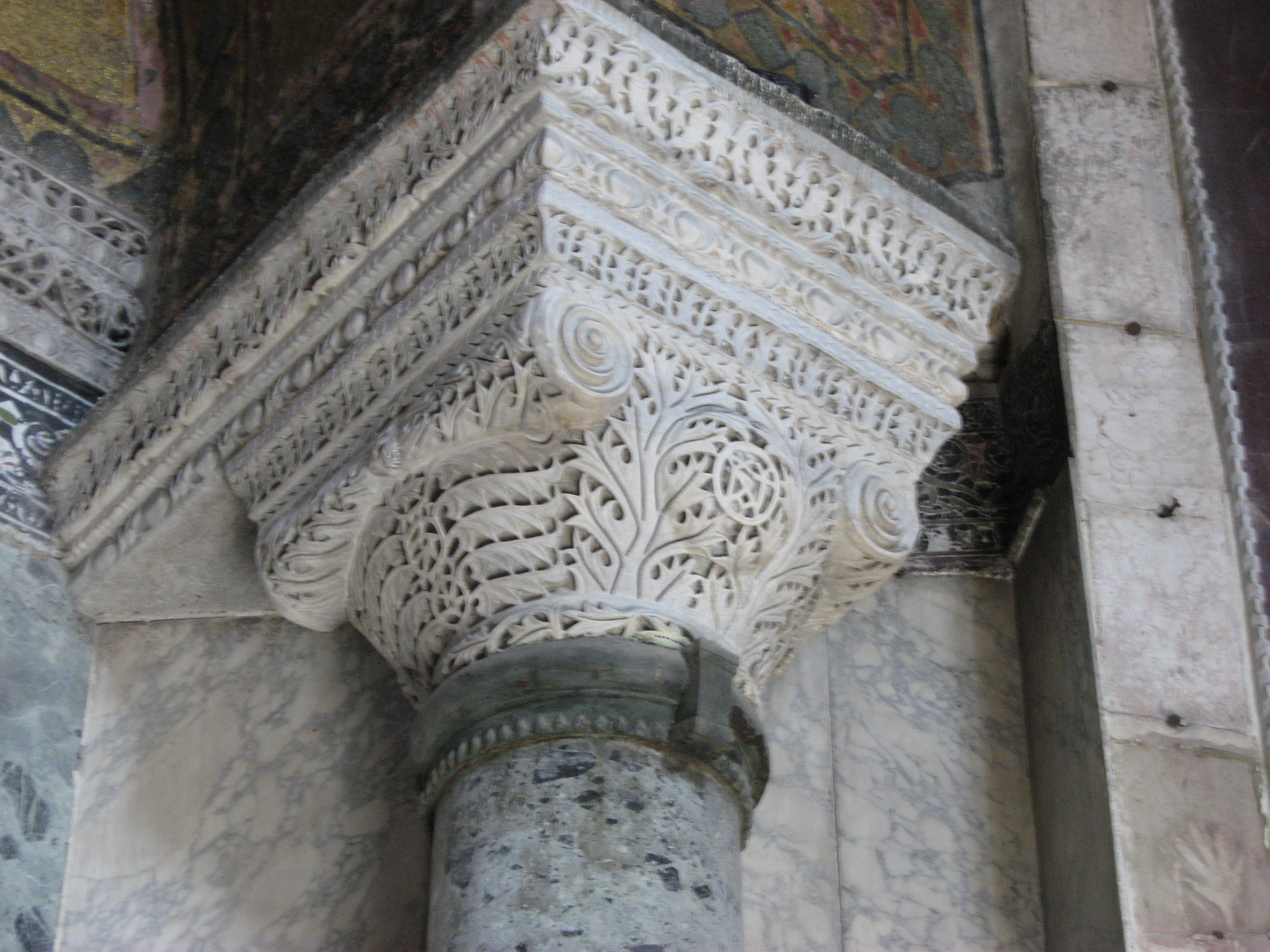
Neben dem Monogramm Justinians wird auch das der Kaiserin Theodora in den Kämpferkapitellen inmitten der Akanthusblätter dargestellt

Kaum einen Monat nach der Zerstörung, am 23. Februar 532, begann nach Johannes Zonaras der Aufbau einer neuen, mächtigeren Kirche, deren Form Justinian im Traum offenbart worden sein soll. Er wollte eine Kirche stiften, „wie es sie seit Adams Zeiten nicht gegeben hatte und wie es sie niemals wieder geben würde“; zudem wollte er allem Anschein nach die von Anicia Iuliana errichtete Polyeuktoskirche übertreffen. Diese war um 520 als Abbild des salomonischen Tempels gebaut und allgemein bewundert worden. Dies scheint den Ehrgeiz Justinians angestachelt zu haben, und er soll 360 Zentner Gold in den Neubau investiert haben. Nach einem Bericht der Zeitschrift „Nature“ waren es 145 Tonnen Gold. Die Kapitelle des Baus wurden mit Monogrammen versehen, die im Genitiv die Namen Justinians und seiner Frau Theodora I. sowie ihre Titel („ΒΑΣΙΛΕΩΣ“, also „des Königs“, für Justinian und „ΑΥΓΟΥΣΤΑΣ“, also „der Augusta“, für Theodora) nennen.
Die Kirche war im spätrömischen Reich seit Konstantin I. keine neben der weltlichen Ordnung bestehende eigenständige Ordnung. Gerade Justinian strebte nach einem engen „Zusammenspiel“ (einer symphonia) von Staat und Kirche; ohne seine Zustimmung durfte keine Kirche neu errichtet oder bei Baufälligkeit instand gesetzt werden. Für die Hagia Sophia fühlte sich Justinian persönlich verantwortlich. Er soll nicht nur täglich die Baustelle besucht, sondern sich – nach Prokopios – auch aktiv an ihrer Planung beteiligt haben.
Die Bauleitung hatten der Architekt Anthemios von Tralleis und der Mathematiker Isidor von Milet inne. Über hundert ihnen unterstellte Vorarbeiter befahlen sie einem Heer von zehntausend Arbeitern. Innerhalb von fast sechs Jahren wurde die Kirche fertiggestellt. Nach dem Tod des Anthemios im Jahr 534 war Isidor alleine für den Bau verantwortlich. Während der sehr kurzen Bauzeit entstanden wiederholt Risse in den Mauern. Ursache war aus heutiger Sicht vermutlich die nicht ausreichende Austrocknung des Mörtels, der wegen des zu raschen Baufortschritts nicht abbinden konnte und so verhinderte, dass die Mauern parallel zum Baufortschritt eine zunehmende Festigkeit entwickelten. Verstärkt wurde dies noch dadurch, dass zu Justinians Zeiten die Mörtelschichten fast die gleiche Stärke wie die Ziegelschichten bekamen. Justinian selbst soll dieses Problem erkannt und einen Rückbau der noch zu feuchten Wände angeordnet haben, als Mauereinstürze am Nord- und Südbogen drohten.
Am 27. Dezember 537 konnte der Rohbau eingeweiht werden. Der Legende nach konnte der Kaiser bei der Einweihung seiner Erregung nicht Herr werden: Er soll mit seinem Triumphwagen hineingefahren, Gott gedankt und (in Anspielung auf den Tempel in Jerusalem, der noch immer als Maßstab auch für christliche Sakralbauten galt, sowie vermutlich auch unter Bezug auf die Polyeuktoskirche) ausgerufen haben:

„Ruhm und Ehre dem Allerhöchsten, der mich für würdig hielt, ein solches Werk zu vollenden. Salomo, ich habe Dich übertroffen.“

Anlässlich des Wiederaufbaus bzw. der Neueinweihung entstand der liturgische Hymnos (Kontakion) „Auf Erdbeben und Feuerbrand“ von Romanos Melodos. Er gilt als bedeutendster byzantinischer Kirchendichter. Die Hagia Sophia wurde früh als Staatskirche genutzt. Hier fanden alle großen kirchlichen Handlungen unter der zeremoniellen Teilnahme des Kaisers statt. Seit 641 wurden hier fast alle byzantinischen Herrscher gekrönt. Nach der Besetzung Konstantinopels durch die Kreuzfahrer des Vierten Kreuzzugs im Jahre 1204 diente das Gotteshaus bis zur byzantinischen Rückeroberung von Konstantinopel 1261 venezianischen Geistlichen als römisch-katholische Kirche. Danach war es wieder bis 1453 gemäß dem orthodoxen Ritus geweiht.

### Kuppel

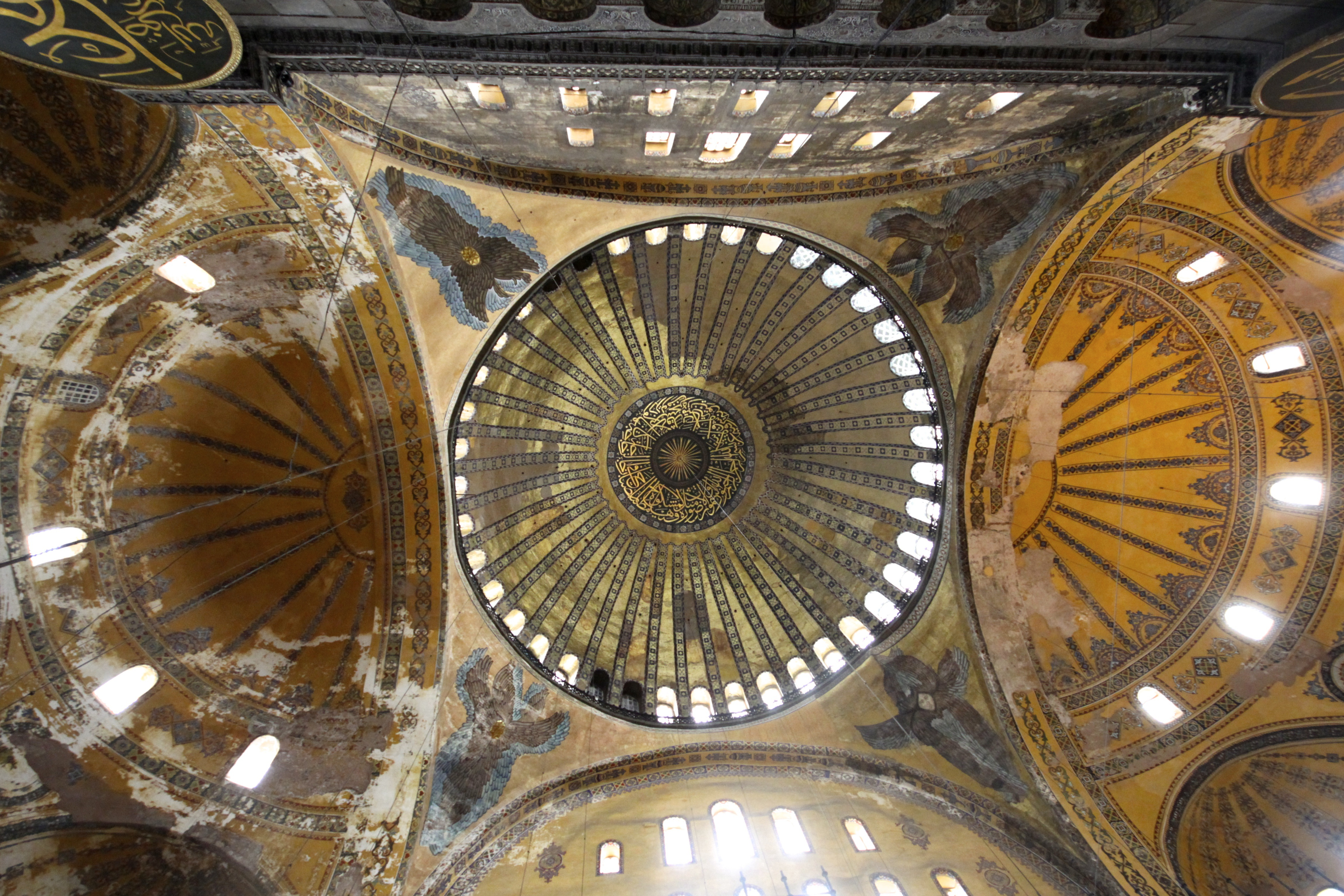
Zentralkuppeln der Hagia Sophia, April 2013

Römische Architekten hatten seit Jahrhunderten große Erfahrungen mit dem Bau mächtiger Kuppeln gesammelt. Aus der Befundanalyse dieser Kuppeln wird ersichtlich, dass zumeist der Werkstoff opus caementicium, der römische Beton, solche Tragkonstruktionen erst möglich gemacht hat. Bei der Hagia Sophia wurde jedoch auf die bewährte Unterstützung mit Beton verzichtet. Der gesamte Bau ist – typisch für Ostrom – mit Ausnahme der Hauptpfeiler in Ziegelbauweise ausgeführt.
Zuerst im August 553 und dann am 7. Mai 558 stürzte die extrem flache Kuppel bei Erdbeben ein und wurde nach einer Überarbeitung des Bauplans in den Jahren 558–562 von Isidor von Milet dem Jüngeren in ihre heutige Form gebracht. Dieser Isidor, der Neffe des vorherigen Bauleiters, erhöhte die Wölbung der zu flach geneigten Kuppel um ca. sechs Meter und ließ die Strebepfeiler verstärken. Am 24. Dezember 562, noch zu Lebzeiten von Justinian I., konnte die neue Kuppel eingeweiht werden.
Auch später bereiteten Erdbeben Probleme an der Kuppel. Nach dem großen Erdbeben 989, bei dem der westliche Kuppelbogen einstürzte, betraute Kaiser Basileios II. den armenischen Architekten Trdat mit der Rekonstruktion der Kirche. 1346 stürzte der östliche Kuppelbogen nach heftigen Erdstößen ein. Erst danach wurden Stützmauern aus statischen Gründen an der Außenseite der Kirche angebracht; sie veränderten den ursprünglichen optischen Eindruck deutlich.
Heute finden sich in der Kuppel der Hagia Sophia 40 Fenster, jeweils eines zwischen den tragenden Gewölbespanten aus Ziegelsteinen und Mörtel. Man geht jedoch meist davon aus, dass die Fenster einer Rissbildung in der Kuppel vorbeugen sollen, indem sie entstehende Risse ins Leere laufen lassen und so die weitere Ausbreitung der Risse mit möglicher Zerstörung der gesamten Kuppel verhindern. Man nimmt an, dass die Baumeister diese Zusammenhänge am Beispiel des Pantheons erkannten und aus diesem Grunde Fensteröffnungen an der besonders gefährdeten Basis der Kuppel einließen. Die Kuppel weist heute aufgrund der zahlreichen baulichen Änderungen Unregelmäßigkeiten auf.
Wegen ihrer immensen, nahezu schwerelos über dem freien Hauptraum schwebenden Kuppel galt die Hagia Sophia in Spätantike und Mittelalter als achtes Weltwunder. Ein Jahrtausend lang war sie mit einer Scheitelhöhe von 55,6 m und einem Kuppeldurchmesser von ca. 31 m die mit Abstand größte Kirche der Christenheit. Über viele Jahrhunderte war das Dach der Kirche vergoldet, dies änderte sich erst mit dem Einmarsch der muslimischen Eroberer.
Da die Region um das Marmarameer weiterhin erdbebengefährdet ist, bestehen heute ernsthafte Befürchtungen für die Kuppel. Die türkische Regierung hat in Zusammenarbeit mit der UNESCO eine Expertenkommission ernannt, die sich diesem Thema widmet.

### Mosaik- und Marmorschmuck

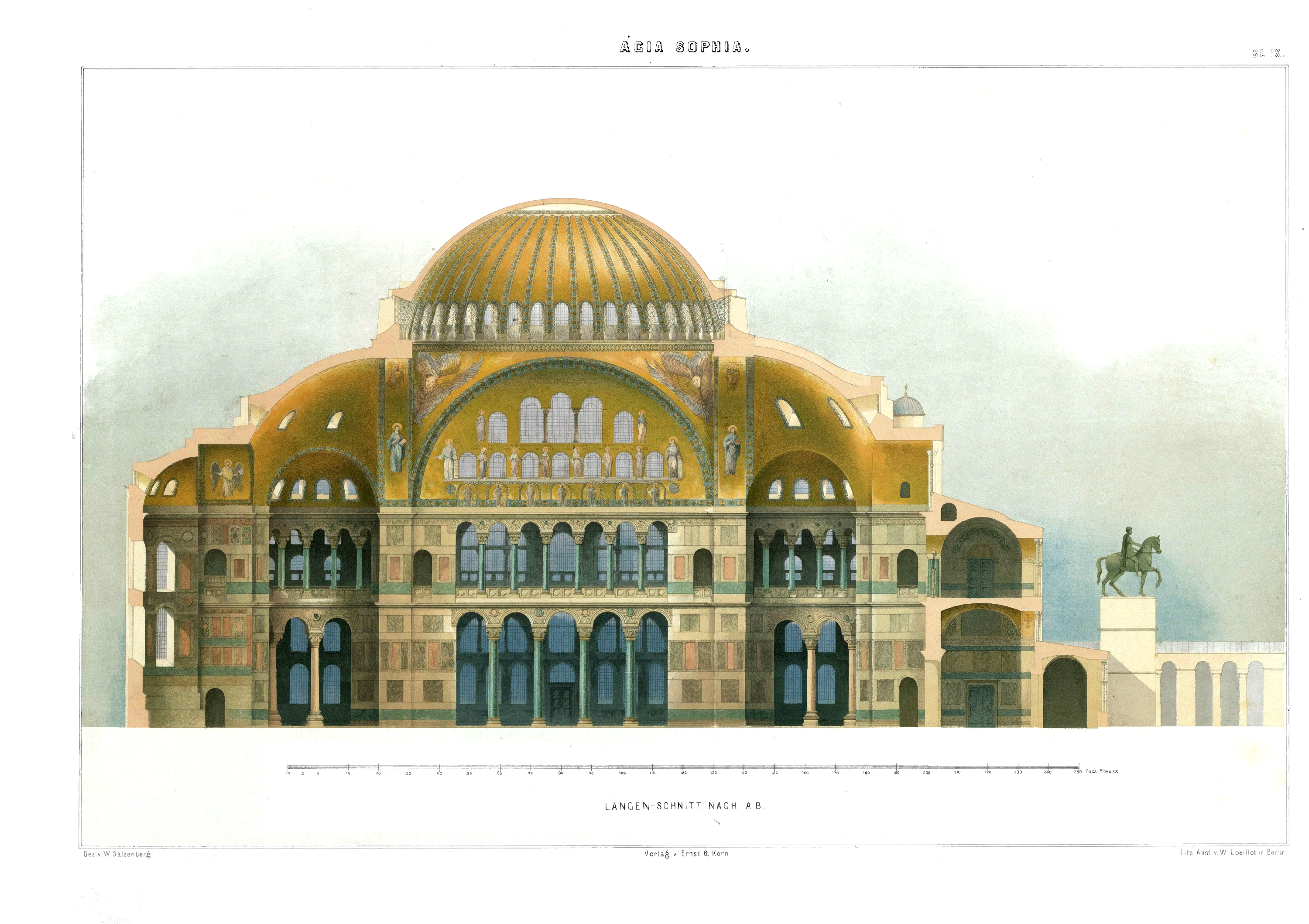
Byzantinische Mosaike in der Hagia Sophia nach Zeichnungen der Tessiner Brüder Fossati (1847)

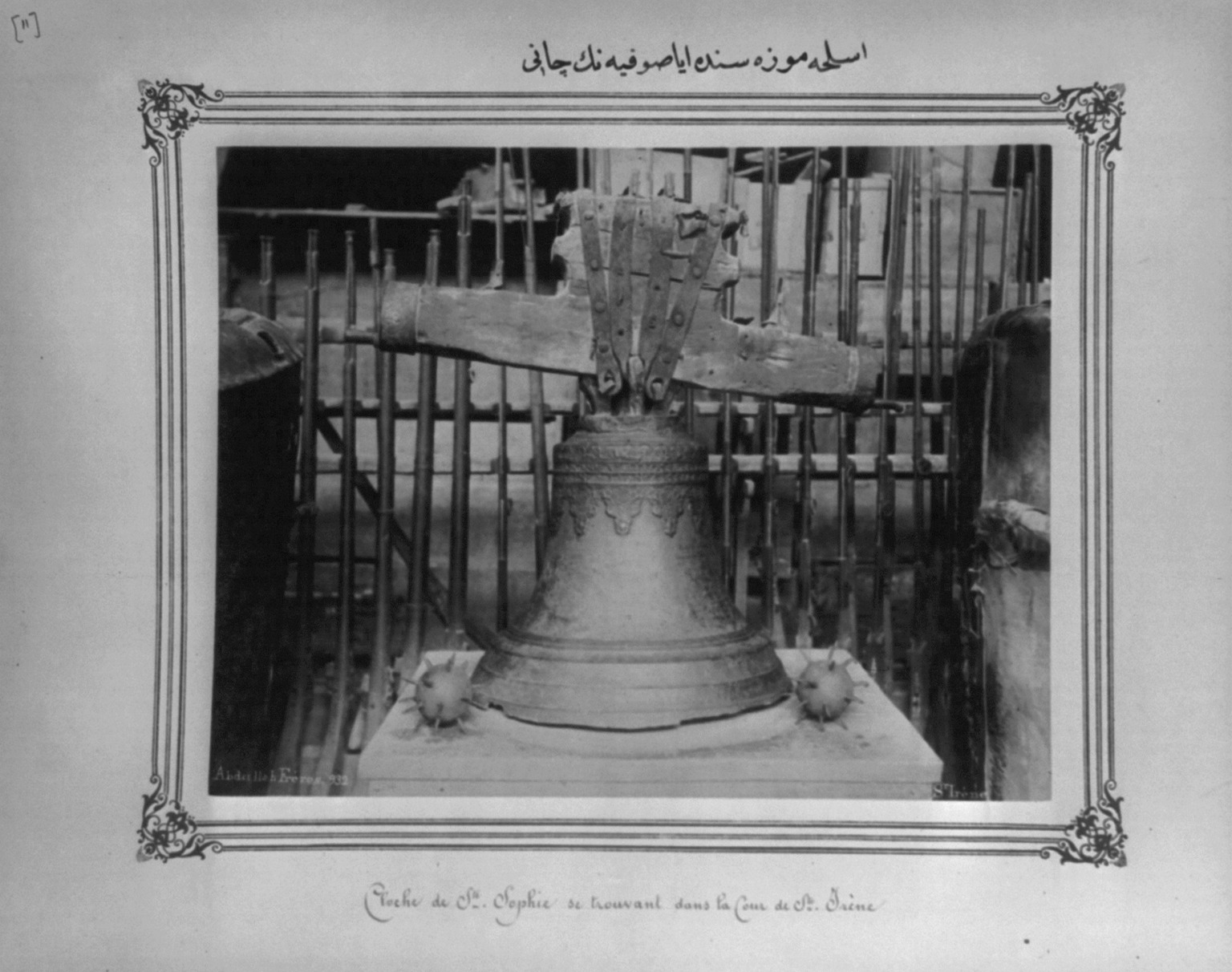
Eine kleine Glocke der Hagia Sophia wurde von den Osmanen im Museum für historische Waffen gelagert.
Fotografie der Hoffotografen Abdullah Frères des Sultans Abdülhamid II. (heute Library of Congress Abdul-Hamid II Collection Washington, D.C.)

Schon zur Zeit der Eroberung Konstantinopels waren nur noch wenige Mosaiken aus der Erbauungszeit erhalten. Wahrscheinlich gab es bis in die Zeit nach dem byzantinischen Bilderstreit (729–843) keine Mosaiken mit menschlichen oder tierischen Darstellungen. Ornamentale Mosaiken blieben in den Seitenräumen und auf der Empore erhalten.
Das Wenige, was nicht während und nach der Transformation zur Moschee vernichtet wurde, ist heute wieder freigelegt. Dazu zählen die besonders wertvollen Mosaiken auf den oberen Galerien, die Kaiser Alexander (912–913), Kaiserin Zoe (1028–1050) mit ihrem Gemahl Konstantin IX., Kaiser Johannes II. Komnenos (1118–1143) mit seiner Gemahlin Irene und ihrem Sohn Alexios († 1142) sowie in Fragmenten Jesus als Weltenrichter (spätes 13./frühes 14. Jahrhundert) zeigen.

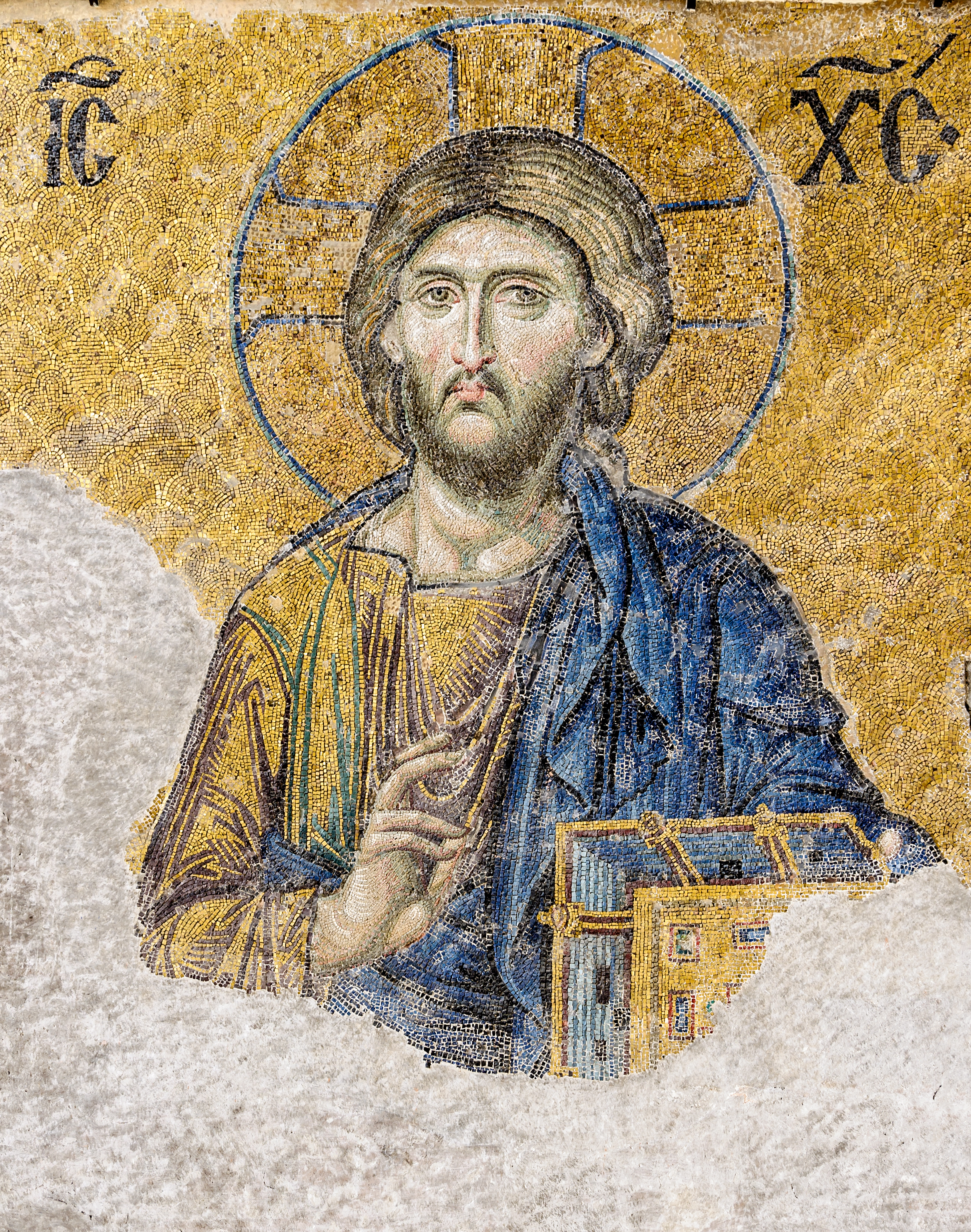
Jesus Christus als Pantokrator aus dem monumentalen Deësis-Mosaik an der Südempore

Kunsthistorisch bedeutend ist auch die Figurengruppe mit Christus Pantokrator (Weltenherrscher) über der Kaisertüre im inneren Narthex (9. Jahrhundert). Der kniende Kaiser ohne Namensbeischrift wird heute zumeist mit Leon VI. (886–912) identifiziert. Über dem südwestlichen Ausgang dieses Raumes, der Porta Aurea, durch die der Kaiser einzog, befindet sich ein weiteres bemerkenswertes Lünettenmosaik. Es zeigt Maria mit dem Kind zusammen mit rechts Kaiser Konstantin, der ihr Konstantinopel, und links Kaiser Justinian, der ihr die Hagia Sophia reicht.
Die ältesten erhaltenen figürlichen Mosaiken aus dem 9. Jahrhundert befinden sich an der nördlichen Schildwand. Zu sehen sind Johannes Chrysostomos, Ignatius der Jüngere und Ignatius Theophorus von Antiochien. Das Gewölbe ist mit Seraphim an den Pendentifzwickeln geschmückt. Der dazugehörende segnende Pantokrator im Kuppelzenit wurde von den Eroberern zerstört. In der Apsis sind zudem eine Madonna und nicht weit entfernt Reste der Erzengel Gabriel und Michael erhalten.
Einen wichtigen Schlüssel zu den Mosaiken der Hagia Sophia stellen die Zeichnungen der Tessiner Gebrüder Fossati dar, die ab 1847 mit der ersten neuzeitlichen Renovierung und Bestandsaufnahme der Hagia Sophia beschäftigt waren und nach der Abnahme der islamischen Tünche den wertvollen Baubestand sichteten. Nach Protesten der Imame wurden die Mosaiken kurze Zeit später wieder übertüncht. Wie sich bei der späteren Neuaufdeckung zeigte, waren zwischenzeitlich weitere Mosaike beschädigt worden und einige sogar vollkommen ausgetilgt.

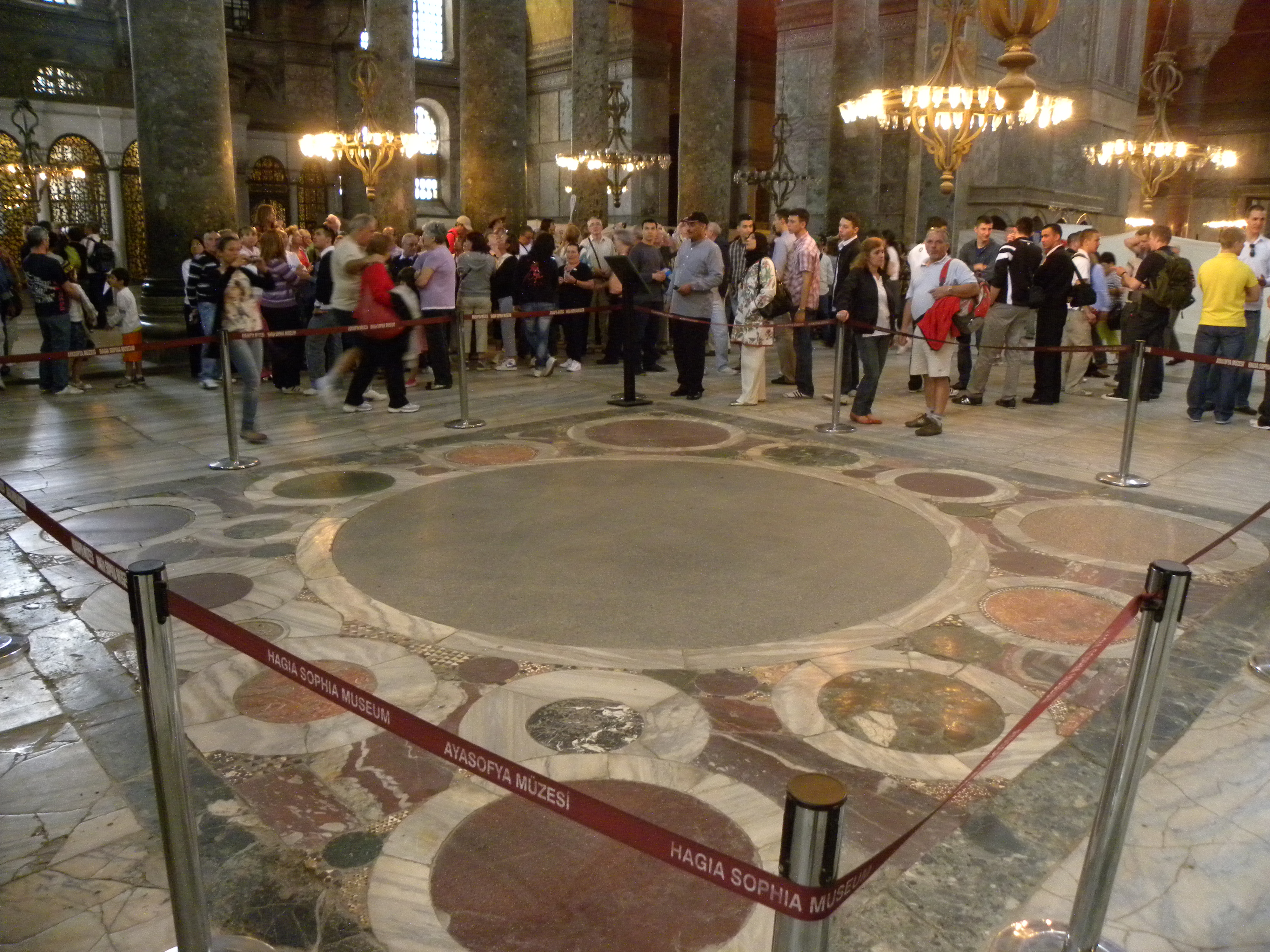
Das Omphalion

Die bis zum Gewölbeansatz mit Marmor- und Porphyrplatten verkleideten Wände wurden so angebracht, dass sich ihre Musterung spiegelbildlich verdoppelte. Der Fußboden ist mit Platten aus prokonnesischem Marmor belegt. Vor dem zweiten Pfeiler der rechten Seite befindet sich das rechteckige Omphalion (sinngemäß „Nabel der Welt“) aus schwarzen, grünen und roten Marmorscheiben, das den Platz kennzeichnet, den der Kaiser während der Liturgie einnahm.
Schon in den frühen byzantinischen Ekphraseis der Kirche wurden der Marmorfußboden wie die Marmorsäulen und die weitere Innenausstattung als besonders eindrucksvoll empfunden. So wurden die Textur, Farbe und Muster der sorgsam geschnittenen Marmorplatten mit beschwörenden Kräften einer mystischen Bedeutung gleichrangig der Acheiropoieton und Zeichen für die Anwesenheit Gottes gedeutet. Der Marmor wurde als ein flüchtiger Blick auf Natur, Landschaften, Wiesen und Wälder beschrieben. Prokopios von Caesarea (De Aedificiis, I, 1, 59–60) berichtete über das Gebäude als Vision der Natur und sah im Topos des Marmors eine blühende Wiese. Der byzantinische Dichter Paulus Silentiarius verglich in seiner Ekphrasis anlässlich der zweiten Weihe der Hagia Sopia zum 24. Dezember 562 den Marmor der Kirche ebenso mit der Natur und in den architektonischen und skulpturalen Elementen erblickte er einen Wald, der mit Blumen unterschiedlicher Färbung gefüllt ist (Säulen im Naos) oder ihm wie aus Wachs und Elfenbein (Alabaster des Ambos) oder belebt mit Rosen, Lilien und Anemonen (Phrygischer Marmor der Säulen zwischen Naos und der Seitengänge) erschienen war. Silentarius empfand in diesen architektonischen Elementen, die ihm nicht statisch, sondern voller Bewegung erschienen, die Existenz des Heiligen Geistes. In tieferen theologischen Interpretationen des Innenraums der Kirche wurde diese im 12. Jahrhundert mit der Schwangerschaft und einer theologisch tieferliegenden Parallele zur Mutter Maria als Chora tou Achoretou (Behälter der grenzenlosen Göttlichkeit) gesetzt, in dem der Marmor als Hauptwerkstoff des Innenraums ein Zeugnis dieser Idee stellt. Die besondere Qualität des prokonnesischen Marmors wurde in der mittelalterlichen Vorstellung der Byzantiner als Darstellung und Verwirklichung des Wunders der Fleischwerdung Christi, der Empfängnis der Jungfrau Mariae mit dem Logos sowie dem Körper Christi verbunden. Eine weitere Vorstellung betraf die Emulation von Marmor als gefrorenem Wasser aus der Urzeit der Erschaffung der Welt und dem Okeanos. Prokonnesischer Marmor galt im 6. Jahrhundert als Verkörperung des Ozeans, mit dem der gesamte weitläufige Fußboden der Hagia Sophia ausgestattet wurde. Daher wurde er oft als Vorstellung des marinen Lebens und Bildern der Meereslandschaft beschrieben. Nach seinem Vorbild ist auch der Fußboden des Markusdoms in Venedig im 12. Jahrhundert aus ebendiesen Marmorplatten geschaffen worden. Marmor in der theologischen Interpretation als gefrorenes Wasser der „Urkälte“ zeigte durch Politur der glatten Marmor-Oberfläche sein ursprüngliches Licht – als aktives Prinzip des Logos – das einstmals in der stofflichen Struktur des Marmors eingefangen wurde. Dem Bild der Chora tou Achoretou ist auch die Inspiration im Neubau des Saint Nicholas National Shrines in Manhattan geschuldet, in dem Santiago Calatrava seine Idee der Gestaltung der Kirche auch aus dem Stiftungsmosaik der Thronenden Mutter Gottes der Hagia Sophia heraus entwickelte.

### Glocken
Für neun Glocken, die der venezianische Doge Orso I. der Hagia Sophia im Jahre 865 stiftete, wurde vermutlich ein Glockenturm an der Westfassade errichtet. Es gibt auch Quellen, die von zwölf gestifteten Glocken berichten. Der kleine Glockenturm auf der Westfassade wurde vermutlich erst in der Zeit der Kreuzfahrer errichtet und blieb bis in das 18. Jahrhundert erhalten. Zum orthodoxen Messritus der Kirche gehörte es, dass während des Gottesdienstes die Glocken läuteten. Im Jahr 1453, als die Türken zum letzten erfolgreichen Angriff auf Konstantinopel ansetzten, ließ der letzte oströmische Kaiser Konstantin XI. die goldenen Glocken Sturm läuten. Das Läutwerk wurde von den türkischen Eroberern vollständig zerstört. In einem bekannten griechischen Klagelied von der Einnahme Konstantinopels durch die Türken wird von 300 Glöckchen und 62 Glocken berichtet, welche die Hagia Sophia zuletzt besessen haben soll.

### Der Fall Konstantinopels: die Hagia Sophia wird zur Moschee

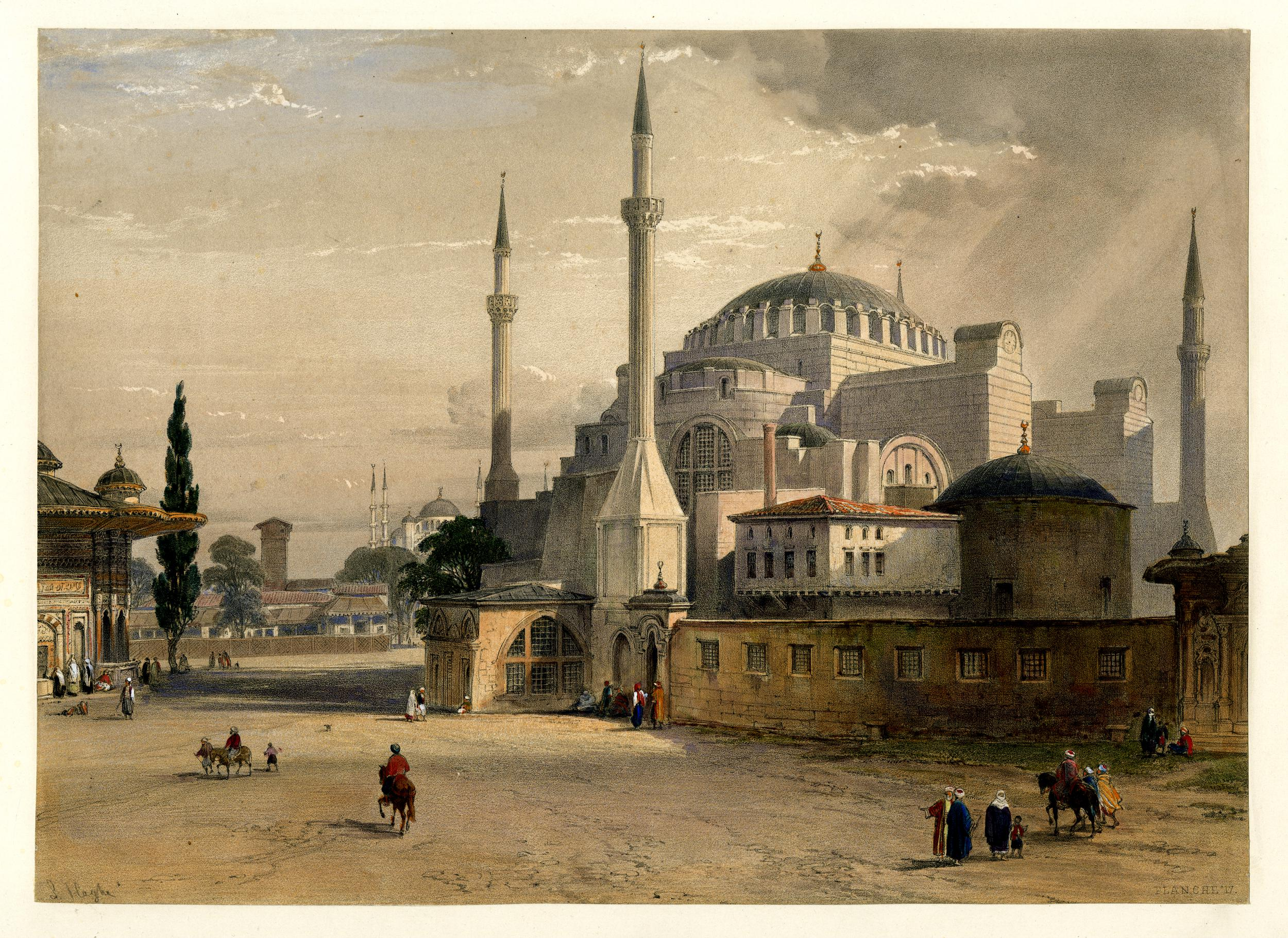
Hagia Sophia, Louis Haghe (1852)

Um eine Zerstörung Konstantinopels zu verhindern, hatte Sultan Mehmed II. die freiwillige Übergabe durch Übereinkunft (ṣulḥan) angestrebt, doch eine Kapitulationsaufforderung an Kaiser Konstantin XI. war ohne Erfolg geblieben. Am 27. Mai 1453 ließ der Sultan schließlich seinen Truppen verkünden, dass die nun durch Gewalt (ʿanwatan) zu erobernde Stadt drei Tage lang zur Plünderung offenstünde. Am gleichen Tag fand der letzte Gottesdienst in der Kathedrale statt, von orthodoxen und katholischen Priestern gemeinsam abgehalten. Als die Stadt am 29. Mai 1453 fiel, wurde die Kirche von den Stürmern geplündert und das in die Hagia Sophia geflüchtete Volk teils geschändet, teils getötet und größtenteils versklavt. Bereits am Nachmittag wurde zum Gebet aufgerufen, das der Sultan auf dem Altar verrichtete. Dass er zu Pferde in die Hagia Sophia eingeritten sein soll, bezeichnet Joseph von Hammer-Purgstall mit Bezug auf den zeitgenössischen Historiker Dukas als „Mährchen[] europäischer Geschichtschr[eiber]“. Am folgenden Tag besichtigte Mehmed II. die Stadt. Der osmanische Chronist Tursun Bey, der die Eroberung Konstantinopels miterlebte, schildert in seiner تاريخ ابو الفتح / Tārīḫ-i Ebū ʾl-Fetḥ / ‚Geschichte des Vaters der Eroberung‘, wie der Sultan auf die Kuppel der Hagia Sophia stieg und von dort aus voller Bedauern auf die verfallenen und in Ruinen liegenden Neben- und Anbauten blickte.
In den darauffolgenden Jahren wurde die Transformation abgeschlossen. Kirchenglocken, Altar und die liturgische Ausstattung wurden zerstört oder verschleppt. Nur eine Glocke scheint die Zeitläufe in einem osmanischen Waffenmuseum überdauert zu haben. Christliche Insignien wurden teilweise durch muslimische ersetzt, die Ikonen entfernt, Mosaike und Wandgemälde teilweise zerstört, übertüncht oder unter Putz gelegt, Kreuze gegen den Halbmond ausgetauscht. Im Inneren der Kirche wurden die für eine Nutzung als Moschee notwendigen Bauteile eingefügt sowie der Fußboden mit Teppichen ausgelegt. Der nördliche Hauptpfeiler wurde später mit einer Sultansloge versehen.
Der äußere Eindruck der Kirche wurde vor allem dadurch verändert, dass bereits 1453 ein Minarett an den Flanken der Kirche erbaut wurde. Zwei weitere kamen in den folgenden Jahrzehnten hinzu, die beiden ältesten wurden 1573 abgebrochen und durch neue ersetzt, so dass das Gebäude heute von vier Minaretten umgeben ist. 1574 wurde das Baptisterium zum Grab für Selim II. umgewandelt.

## Heutiger Aufbau und Ausstattung

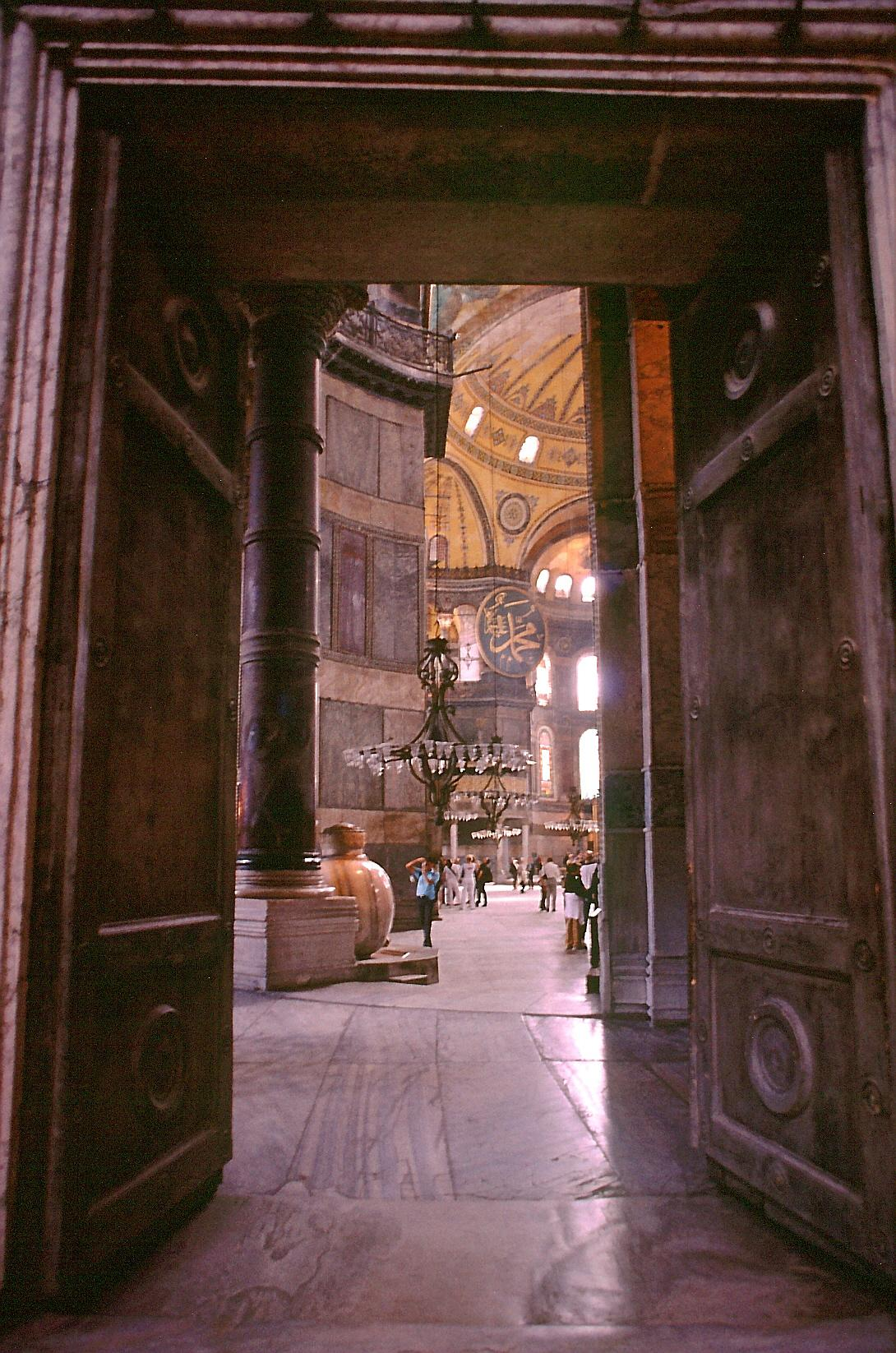
Blick von einem der Seitenschiffe in die nordwestliche Konche des Hauptschiffes

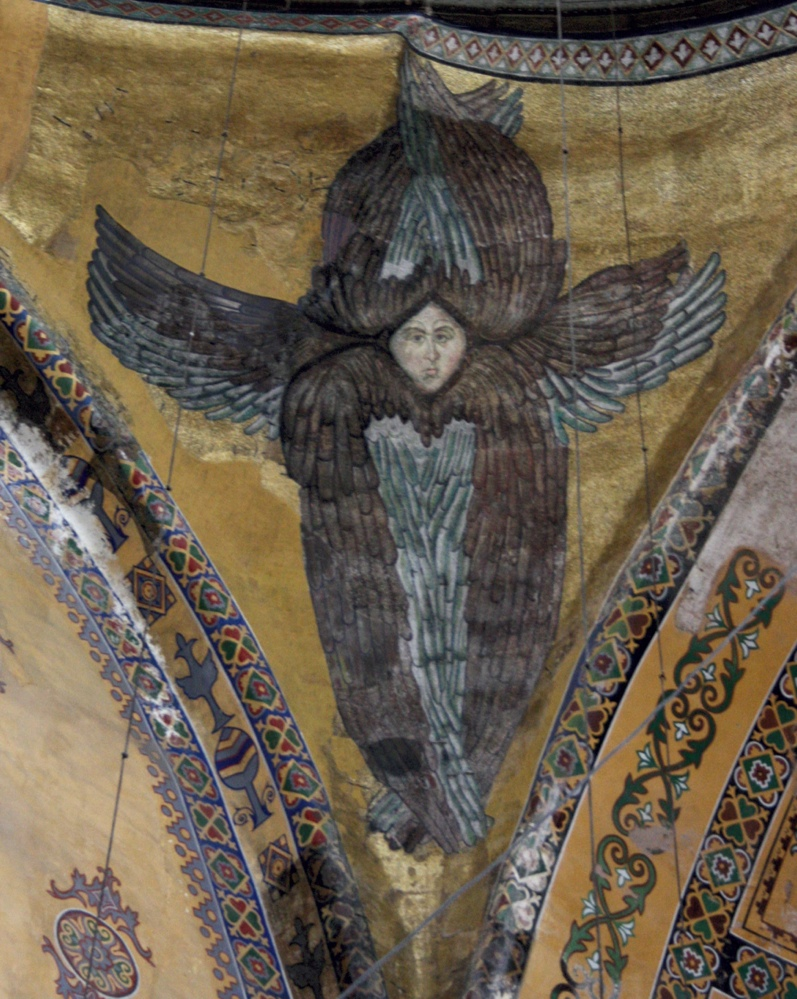
Die islamische Übertünchung der vier Seraphen in den Pendentifs wurde aus Anlass der Ernennung Istanbuls zur Kulturhauptstadt 2010 beispielhaft rückgängig gemacht

Auf Anregung Atatürks, des ersten Präsidenten der Türkei, beschloss der Ministerrat am 24. November 1934, die Moschee in ein Museum umzuwandeln. In der Folge wurde die Geschichte des Bauwerks mehr und mehr sichtbar und die kontinuierliche Nutzung als religiöse Stätte deutlich. Die bau- und kunstgeschichtlich letzte Zäsur an der Hagia Sophia von 1453 wird in der heutigen Darstellung in den Kontext ihrer gesamten Geschichte eingebettet. Zu dieser Entwicklung haben Direktoren des Museums, wie Feridun Dirimtekin (1955 bis 1971), erheblich beigetragen. Bei der Bemühung, den ursprünglichen Kirchenraum wieder weitgehend erlebbar zu machen, achtete man dennoch darauf, die späteren muslimischen Einbauten nicht zu zerstören, wobei in einigen Punkten Kompromisse aufgrund von Protesten aus der Bevölkerung gemacht werden mussten.

### Vorhallen

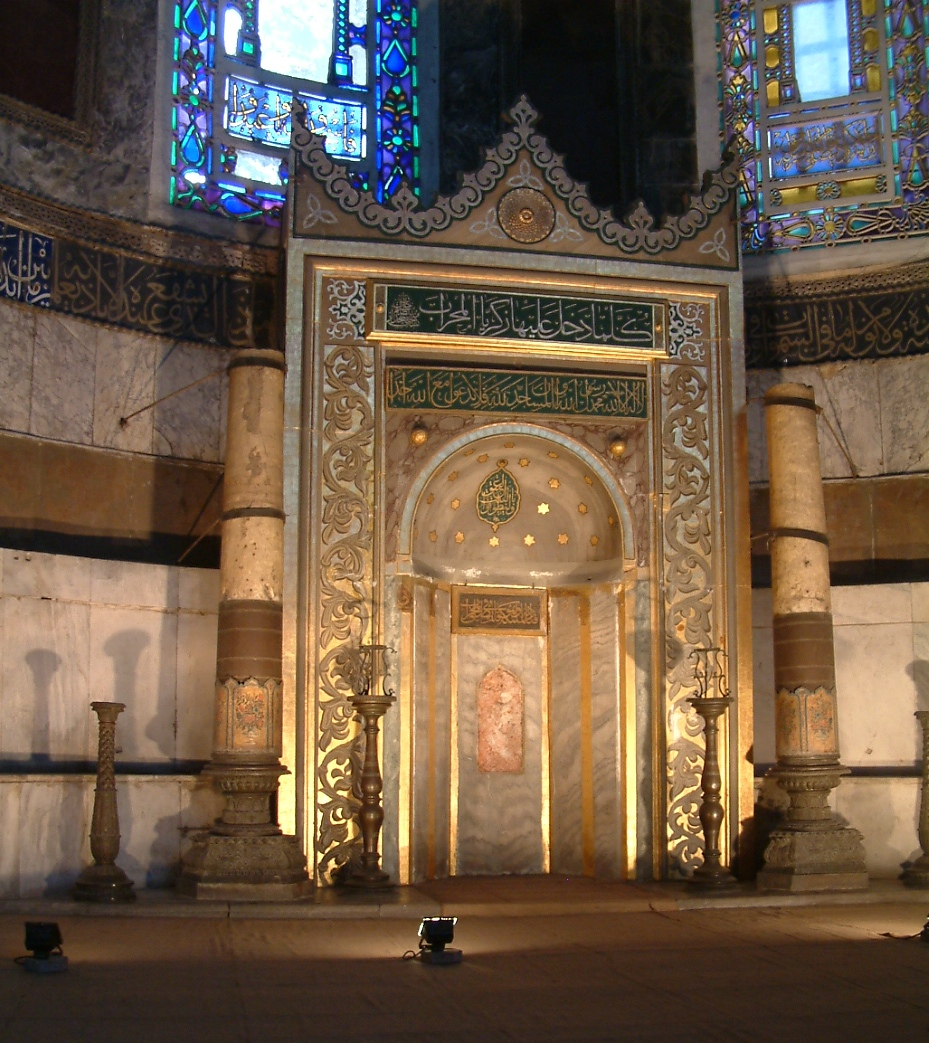
Der Mihrāb, die muslimische Gebetsnische

Vor dem Eingang in die Kirche sind noch einige Fundamente des Baus aus dem fünften Jahrhundert und des Glockenturms des Lateinischen Reiches (13. Jahrhundert) zu sehen. Die Grundfläche des Gebäudes bildet ein Rechteck von etwa 70 m × 75 m. Die Kirche hatte zwei Vorhallen im Westen, den sogenannten Narthex sowie den äußeren Exonarthex. In diesem sind noch einige nichtfigürliche Mosaiken aus justinianischer Zeit erhalten. Fünf – inzwischen bis auf eines sämtlich vermauerte – Tore führten aus dem Atrium in diese Halle, fünf weitere von hier in den Narthex. Über dem mittleren der Tore findet man ein Mosaik aus dem zehnten Jahrhundert, das die Kaiser Konstantin und Justinian zeigt, die der thronenden Maria mit dem Christuskind eine Stadt (Konstantinopel) und eine Kirche (die Hagia Sophia) darbringen. Das beeindruckendste Mosaik des Narthex zeigt den Thronenden Christus über dem Kaisertor, dem mittleren der neun Eingänge in das Hauptschiff. Dieses war allein dem Herrscher vorbehalten, sein Türrahmen besteht aus Bronze.

### Naos

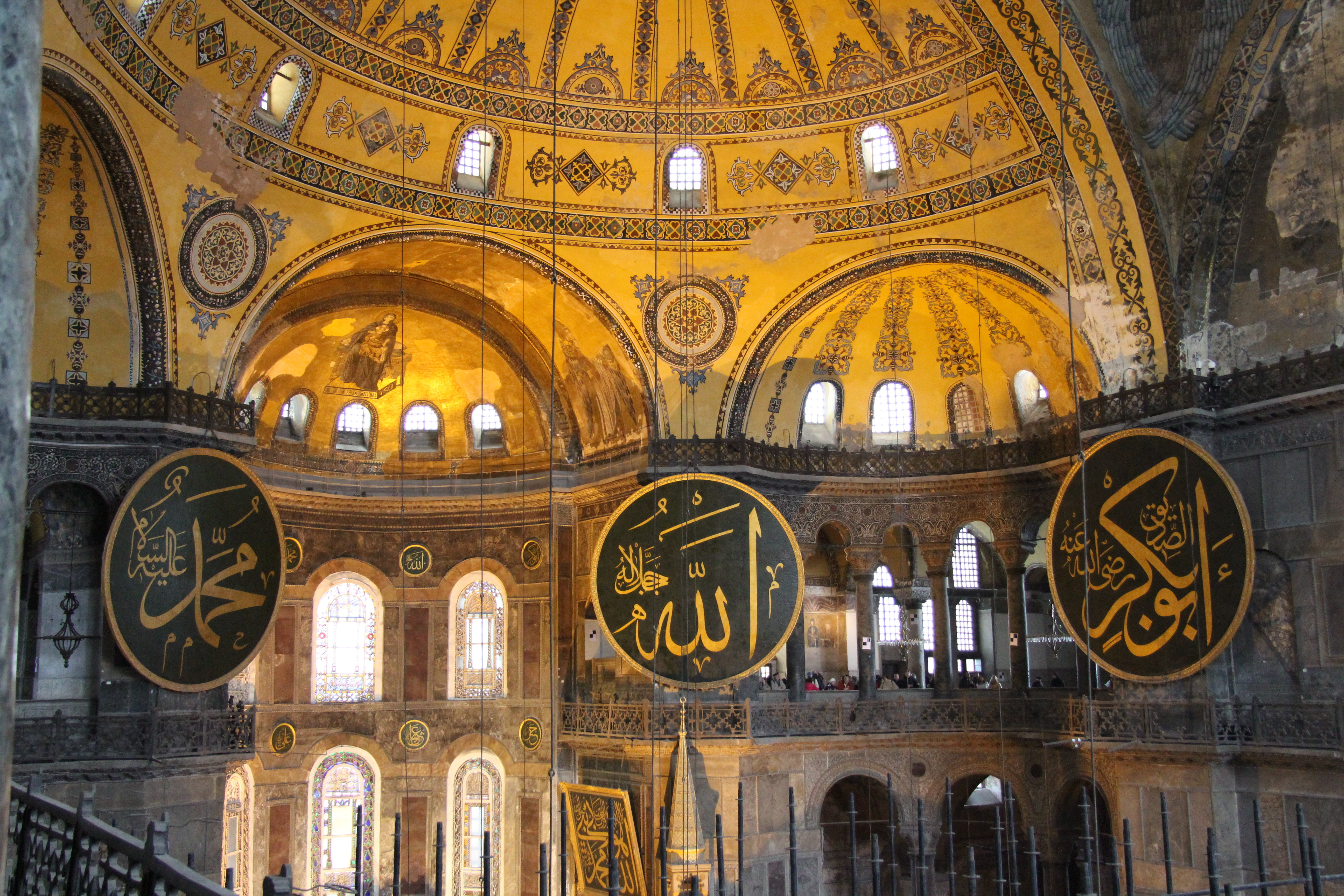
Innenraum mit den Namensschildern Mohammed, Allah und Abū Bakr, im Hintergrund dazwischen die Theotokos mit Jesuskind

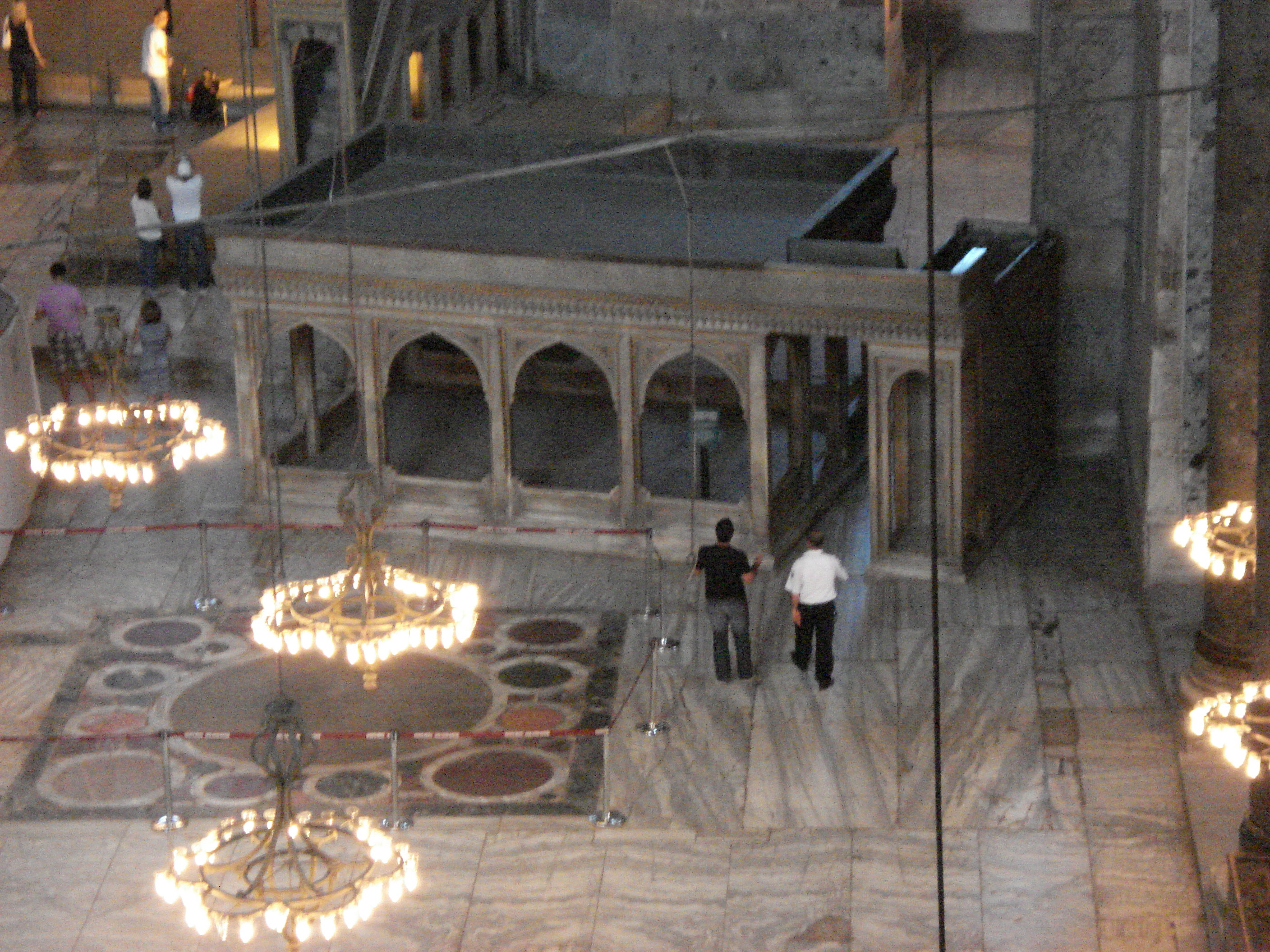
Müezzin Mahfili, das Podest des Muezzins in der Hagia Sophia; davor das Omphalion

Der Hauptraum oder Naos (griechisch ναός „Tempel“) wird durch die 31 Meter durchmessende und 56 Meter hohe Kuppel beherrscht, deren Grundfläche 755 m² beträgt. Hinzu kommen im Westen und Osten kleinere Halbkuppeln und weitere muschelförmige Kuppeln. In den Pendentifs sind sechsflügelige Engel dargestellt. Die Hauptkuppel, die Halbkuppeln, die Gewölbe des Narthex, die Seitenschiffe und die Emporen – insgesamt eine Fläche von über 10.000 m² – waren ursprünglich mit goldgrundierten Mosaiken bedeckt. Für die prachtvollen antiken Verkleidungen der Säulen und Wände wurden seltene Marmorintarsien aus allen Teilen des Römischen Reiches verwendet.
Die Apsis hat Mosaiken aus dem neunten Jahrhundert: eine thronende Muttergottes mit Kind, rechts davon den Erzengel Gabriel, links Michael, ihre Buntglasfenster sind eine Zutat des 19. Jahrhunderts und entstanden während der Restaurierungsarbeiten in den Jahren 1847–1849. Im Süden der Haupthalle befindet sich heute zudem die Mihrāb genannte muslimische Gebetsnische, im Mittelschiff rechts vor der Apsis der Minbar – eine Art Kanzel –, links die Sultansloge aus dem 18. Jahrhundert.

### Emporen

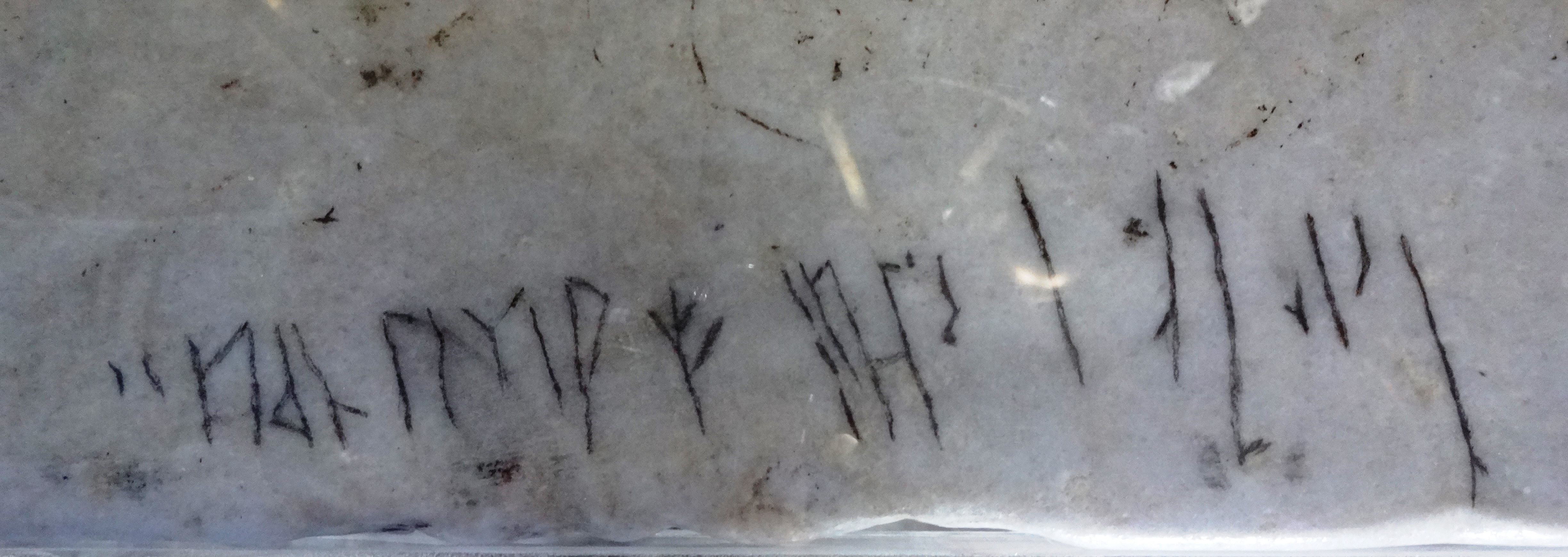
Eingeritzte Runenschrift aus dem 9. Jahrhundert mit dem Namen Halfdan auf einem Geländer der Südgalerie

Auf den Emporen, die bei den Byzantinern wie den Türken den Frauen vorbehalten waren, sind noch Reste der alten Mosaizierung erhalten: Auf der Nordempore das Bild Kaiser Alexanders (912–913), auf der Südgalerie ein Mosaik mit Kaiserin Zoe und ihrem Gemahl Konstantin IX., daneben ein Mosaik des Kaisers Johannes II. Komnenos mit Kaiserin Irene und ihrem Sohn Alexios, die der Gottesmutter samt Kind Gaben reichen. Das prachtvollste Mosaik ist ein Andachtsbild, eine Deësis, aus dem 14. Jahrhundert, das Jesus mit Maria und Johannes dem Täufer zeigt. Der untere Teil mit den ehemals wohl vorhandenen Stifterfiguren ist zerstört, die Gesichter blieben jedoch erhalten. Auf der Oberseite der Brüstung finden sich Graffiti aus verschiedenen Jahrhunderten, unter anderem eine in Runenschrift aus dem 9. Jahrhundert mit dem Namen eines Wikingers, Halfdan, der vermutlich zur Leibwache des Kaisers gehörte.
Von der Empore hat man einen guten Blick auf die an den Hauptpfeilern angebrachten, 7,5 Meter durchmessenden, hölzernen Rundschilden. Auf ihnen stehen in arabischer Kalligraphie die Namen von Allah, des Propheten Mohammed, der vier „rechtgeleiteten“ Kalifen Abū Bakr, Umar, ʿUthmān ibn ʿAffān und Ali sowie die Namen der beiden Enkel des Propheten Al-Hasan ibn ʿAlī und al-Husain ibn ʿAlī. Die Schilde gestaltete der Kalligraphie-Künstler Kazasker Mustafa İzzed Effendi (1801–1877) zwischen 1847 und 1849. Damals waren die Schweizer Architekten Gaspare und Giuseppe Fossati mit der ersten bauwissenschaftlich begleiteten Restaurierung des Bauwerks von Abdülmecid I. beauftragt worden. Die überdimensionalen Schilde ersetzten damals acht rechteckige Tafeln und sind wohl auf einen besonderen Wunsch des regierenden Sultans Abdülmecid I. zurückzuführen. Nach dem Umbau der Hagia Sophia zum Museum wurden viele unhistorische Zutaten, darunter die Schilde, entfernt. Aufgrund von Protesten seitens der Imame wurden sie jedoch wieder angebracht.

### Minarette

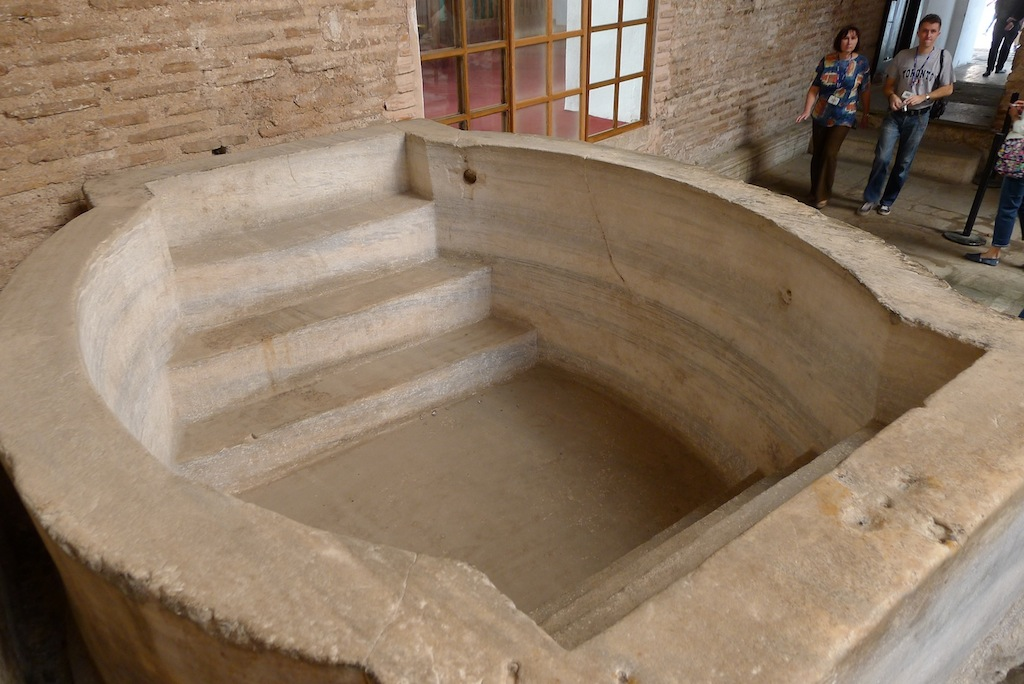
Taufbecken der Hagia Sophia, vermutlich das größte der Christenheit

Die Hagia Sophia erhielt schon sehr früh vier Minarette. Das kannelierte Minarett ließ Sultan Bayezıd II. (1481–1512) errichten. 1573, unter Sultan Selim II., wurden die zwei ältesten Minarette abgebrochen und durch Nachfolgebauten ersetzt.

### Hof
Im Hof sind zahlreiche archäologische Funde ausgestellt sowie ein Şadırvan (Moscheebrunnen) und fünf Herrschergräber, so genannte Türben, in denen Sultane, Prinzen, Prinzessinnen und Sultansgattinnen beigesetzt wurden: Selim II., Murad III., Mehmed III., Mustafa I. und İbrahim.

## Bedeutung

### Bauhistorische Einordnung
Die Hagia Sophia ist das bedeutendste Beispiel einer spätantiken Kuppelbasilika und überstrahlte im östlichen mediterranen Raum kulturüberschreitend ältere Kirchenbauten. Die Kuppelbasilika wie auch der fast zeitgleich entstandene Typus der Kreuzkuppelkirche sind die letzten gemeinsamen christlichen Bauformen, welche die westliche und östliche Kirchenbaukunst verbindet. Nach der Eroberung Konstantinopels adaptierte auch der Islam in vielen Ländern die christliche Kuppelbasilika und setzte damit das byzantinische Erbe fort. Die Hagia Sophia war daher seit ihrer Errichtung ein epochales Bau- und Kunstwerk, das aufgrund seiner Gesamtkonzeption bis in die Gegenwart von Architekten rezipiert wurde. Viele Fachleute fokussieren ihren Blick auf die freischwebende, nahezu 56 Meter hohe Kuppel von 31 Metern Durchmesser, welche auf nur vier Pfeilern ruht und besonders durch ihren flachen Neigungswinkel beeindruckt. Nach dem gravierenden Verlust bautechnischen Wissens seit der Spätantike wurden die gewaltigen römischen Repräsentationsbauten für die nachkommenden Generationen zu nicht nachvollziehbaren Wunderleistungen. Erst seit dem 20. Jahrhundert können diese Leistungen mit modernen Werkstoffen nachvollzogen werden. Als einer der ersten untersuchte Eugène Michel Antoniadi wissenschaftlich das Gebäude und dessen Kuppel und veröffentlichte 1907 ein dreibändiges Werk über die Hagia Sophia. Im Jahr 2000 wurde sie von der American Society of Civil Engineers in die Liste der Historic Civil Engineering Landmarks aufgenommen. Die Gesellschaft für Geophysikalische Untersuchungen in Karlsruhe untersucht seit 2002 mit Hilfe der Radartechnik (2006) den aktuellen Zustand des Gebäudes (Statik und Konstruktion). Auf der Basis der hierbei erhobenen Daten sollen Vorschläge für eine Sicherung insbesondere der Kuppel gemacht werden. Heute gehört die Hagia Sophia zum UNESCO-Welterbe.

### Sakralbau
Während die Orthodoxe Kirche die Hagia Sophia zur Basis und zum Synonym für den vollkommenen byzantinischen Kirchenbau machte, erfolgte auch bei bedeutenden katholischen Sakralbauten, deren wichtigste Vertreter die Pfalzkapelle Karls des Großen in Aachen und die Markuskirche in Venedig sind, eine Übernahme byzantinischer Bauschemen bei der Interpretation sakraler Räume. Nach der Einnahme Konstantinopels 1453 durch die Osmanen kam es zu der bemerkenswertesten anhaltenden Kunstrezeption, da es sich bei den Eroberern um Vertreter eines völlig anderen Kunst- und Kulturkreises handelte, die zugleich eine neue Religion mitbrachten. In der Nachfolge der osmanischen Eroberung wurde das Modell des überkuppelten Zentralbaus vorbildlich für den osmanischen Moscheenbau, wie etwa in der Süleymaniye-Moschee, und löste die seit der Umayyaden-Moschee zum Vorbild gewordene längsrechteckige Pfeilerhalle ab.

## Rezeption

### Sakralbau

#### Orthodoxe Sakralbauten

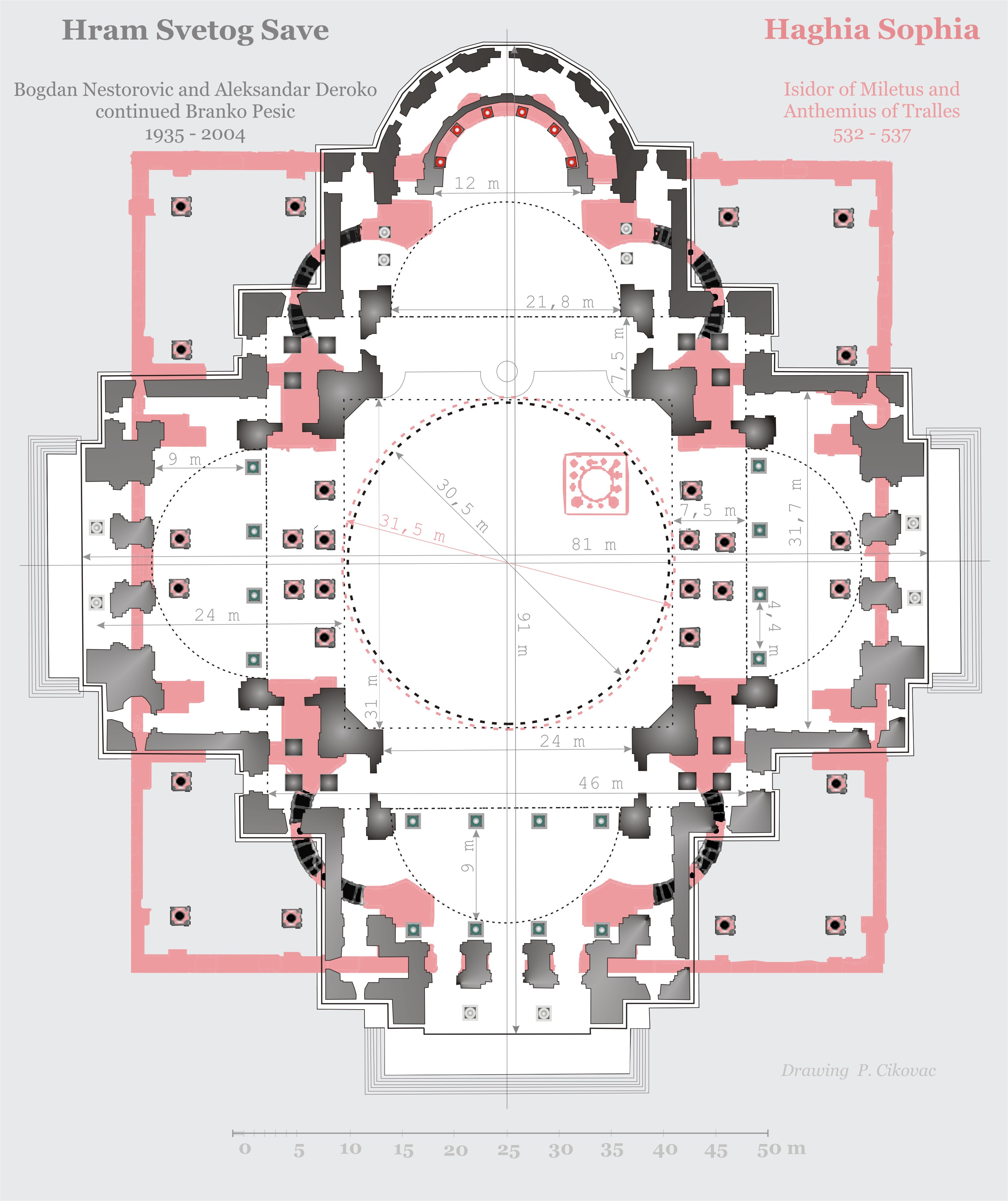
Geometrien und Dimensionen der Hagia Sophia wurden im Dom des Heiligen Sava paraphrasiert. Die Strecke des Grundquadrat sowie Kuppelmaß wurden abgeleitet, der Innenraum mit Arkaden gegliedert

Die ebenfalls beim Nika-Aufstand 532 zerstörte Hagia Irene in Konstantinopel wurde parallel mit der Hagia Sophia wiederaufgebaut und ebenfalls als Kuppelbasilika ausgeführt. Danach finden sich nur noch wenige Beispiele für echte Kuppelbasiliken. Zwar setzte sich in der byzantinischen Bauweise der würfelförmige Bau mit einer Kuppel über kreuzförmigen Gewölben als symbolischer Kosmos des christlichen Universums durch, doch aufgrund der technischen Schwierigkeiten und hoher Baukosten bei der Errichtung großer Kuppeln reduzieren sich im byzantinischen Raum die Dimensionen weitgehend und verfestigen sich ab dem 9. Jahrhundert in einem festen Kanon als Kreuzkuppelkirche, die in verschiedenen Variationen auftritt.
Das ambitionierteste Bauwerk der Gegenwart, das sich an der Hagia Sophia orientiert, ist der Dom des Heiligen Sava in Belgrad, mit deren Bau 1935 auf dem Vračar-Hügel, der vermuteten Verbrennungsstelle der Reliquien des Heiligen Sava von Serbien, begonnen wurde. Sie wurde 2004 geweiht; die Arbeiten sind noch nicht abgeschlossen.
Anstatt der am Ground Zero in New York zerstörten ehemaligen griechisch-orthodoxen St. Nicholas Greek Orthodox Church entsteht auf architektonischen Vorbildern byzantinischer Architektur, insbesondere der Hagia Sophia, der Chora-Kirche und der Rotunde in Thessaloniki, ein vom schweizerisch-spanischen Architekten Santiago Calatrava entworfenes Nachfolgebauwerk als St. Nicholas National Shrine, dessen Fundamente am 14. Oktober 2014 am 9/11 Memorial geweiht wurden. Calatrava sagte während der Einweihung der Baufundamente, dass die Hagia Sophia das Paradigma der orthodoxen Architektur stelle. Ähnlich wie der Parthenon für ihn das Paradigma der klassischen antiken Architektur ist, ist die Hagia Sophia für ihn auch der „Parthenon der Orthodoxie“. Die neobyzantinische Kuppelkirche von Saint Nicholas wird so die 40 Fenster der Kuppel der Hagia Sophia durch 40 Rippen der Kuppel in Saint Nicholas zitieren und auch die Mosaiken der Hagia Sophia wurden eine wichtige Inspirationen Calatravas’ für das Design der Kirche. Das hochsymbolische Bauwerk ist das einzige nicht säkulare Bauwerk, das auf dem Gelände der 9/11-Gedenkstätte im Liberty Park entstehen soll. Die Außenfassade aus weißem amerikanischem Marmor wird von innen beleuchtet werden, damit und seiner Position oberhalb der „World Center Memorial Eichen“ wird sie nicht nur eine prominente Sehachse einnehmen, sondern auch als spirituelle Vertikale innerhalb des Gedenk-Ensembles als Andachtsort für Besucher aller Religionen positioniert. Calatravas’ Aquarell-Skizzen und Studien zu Saint Nicholas wurden 2015 im Benaki-Museum in Athen ausgestellt. In einem Interview mit der BBC erklärte Calatrava, dass die Idee zum Design der Kirche direkt aus dem Mosaik der Hagia Sophia im Stifterfresko sowie der Mutter Gottes auf der Südempore der Hagia Sophia stammt. In einer visuellen Analogie zwischen dem Modell der Hagia Sophia und der thronenden Maria mit Jesus entwickelte er die Silhouette der Kirche.

#### Muslimische Sakralbauten

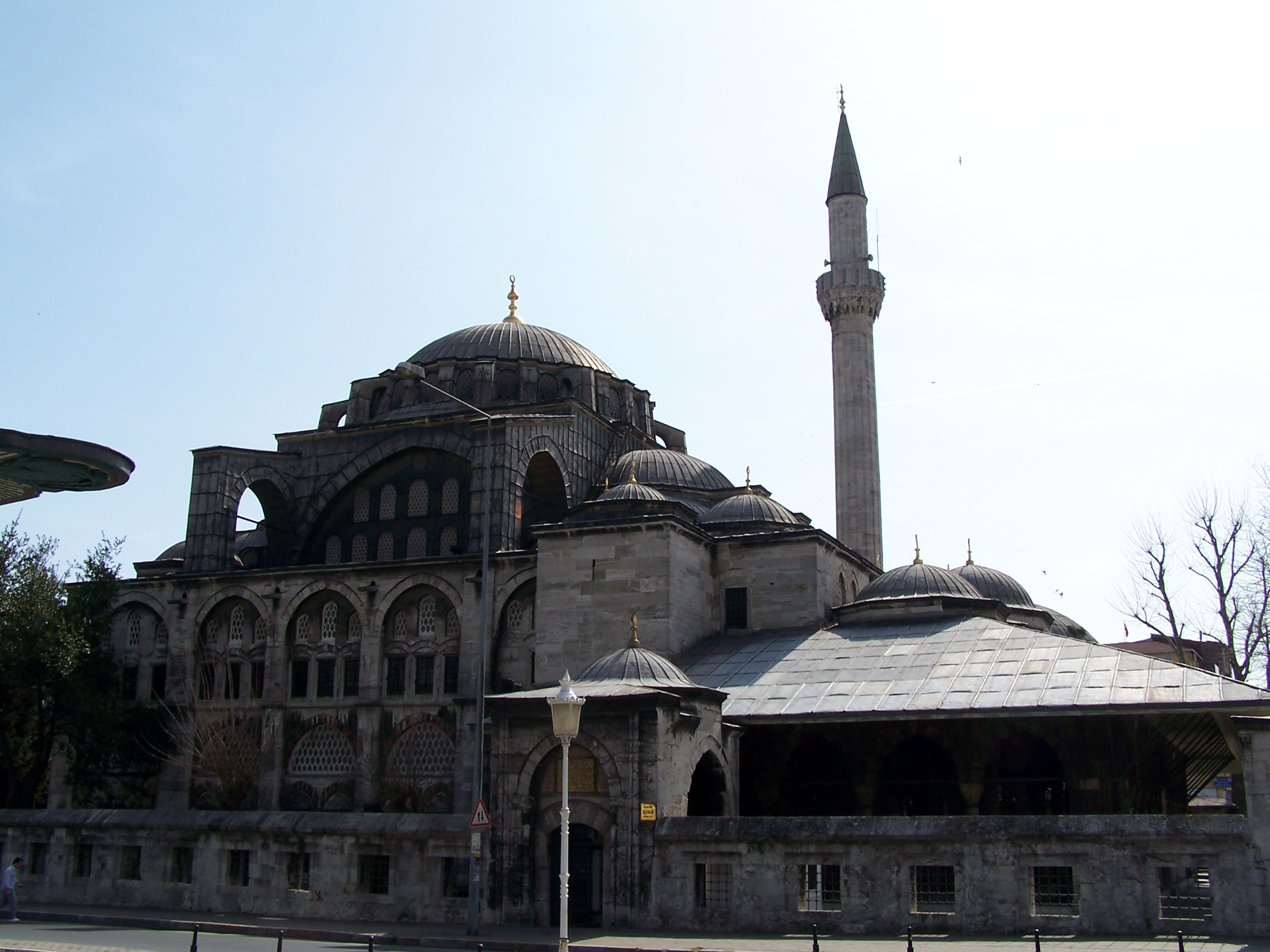
Im Spätwerk Sinans greift die Kılıç-Ali-Pascha-Moschee am stärksten auf das Vorbild der Hagia Sophia zurück. Es ist die Moschee Sinans, die am stärksten wie eine Kirche wirkt.

Das Gebäude diente vom 29. Mai 1453 bis 1931 als Moschee, wurde dann profaniert und am 1. Februar 1935 als Museum eröffnet.
Die Adaption maßgebender christlicher Bauformen hat im Islam eine lange Tradition. Schon kurz nach Mohammeds Tod begann die militärische Ausdehnung des Islam. Nach der Eroberung Syriens 636 eigneten sich die Eroberer viele christliche Basiliken an und kopierten deren Bauformen. Bekanntestes Beispiel ist die Umayyaden-Moschee in Damaskus. Nach dem Fall Konstantinopels fand eine bis heute anhaltende islamische Rezeption der Hagia Sophia statt. Mit besonders imposanten Moscheen, die ebenfalls als überkuppelte Zentralbauten ausgeführt wurden, versuchte Sultan Süleyman der Prächtige im 16. Jahrhundert an die imperialen sakralen Bauformen Kaiser Justinians anzuknüpfen. So entstand in Konstantinopel (den offiziellen Namen Istanbul erhielt die Stadt erst 1930) als erster Prototyp dieser neuen islamischen Bauweise die Beyazid-II.-Moschee (1501–1506). Weitere osmanische Moscheen, von denen die bedeutendsten im 16. und 17. Jahrhundert gebaut wurden, folgten. Am direktesten der Haghia Sophia verpflichtet ist die Kılıç-Ali-Pascha-Moschee, die wesentlich mehr von einer Kirche als von einer Moschee besitzt. Nach Sinans Bauten der Mihrimah-Moschee, Sokullu-Mehmed-Pascha-Moschee oder der Selimiye-Moschee, die als Betsäle den Zentralbaugedanken der osmanischen religiösen Architektur streng verkörpern, erklärt sich die Abänderung im Entwurf der Kılıç Ali Paşa Moschee in der Herkunft des Auftraggebers Kılıç Ali Pascha, der ein zum Islam konvertierter Süditaliener war.
Mithin geht die heute geläufigste Bauform der Moschee als Zentralkuppelbau letztlich auf die Hagia Sophia zurück, während in den ersten Jahrhunderten der islamischen Geschichte noch der Typus der Pfeilerhallenmoschee (wie zum Beispiel die ehemalige Hauptmoschee von Córdoba oder die Umayyaden-Moschee) dominiert hatte, wobei letztere ursprünglich als Basilika errichtet und erst später in eine Moschee umgewandelt wurde.

#### Katholische Sakralbauten

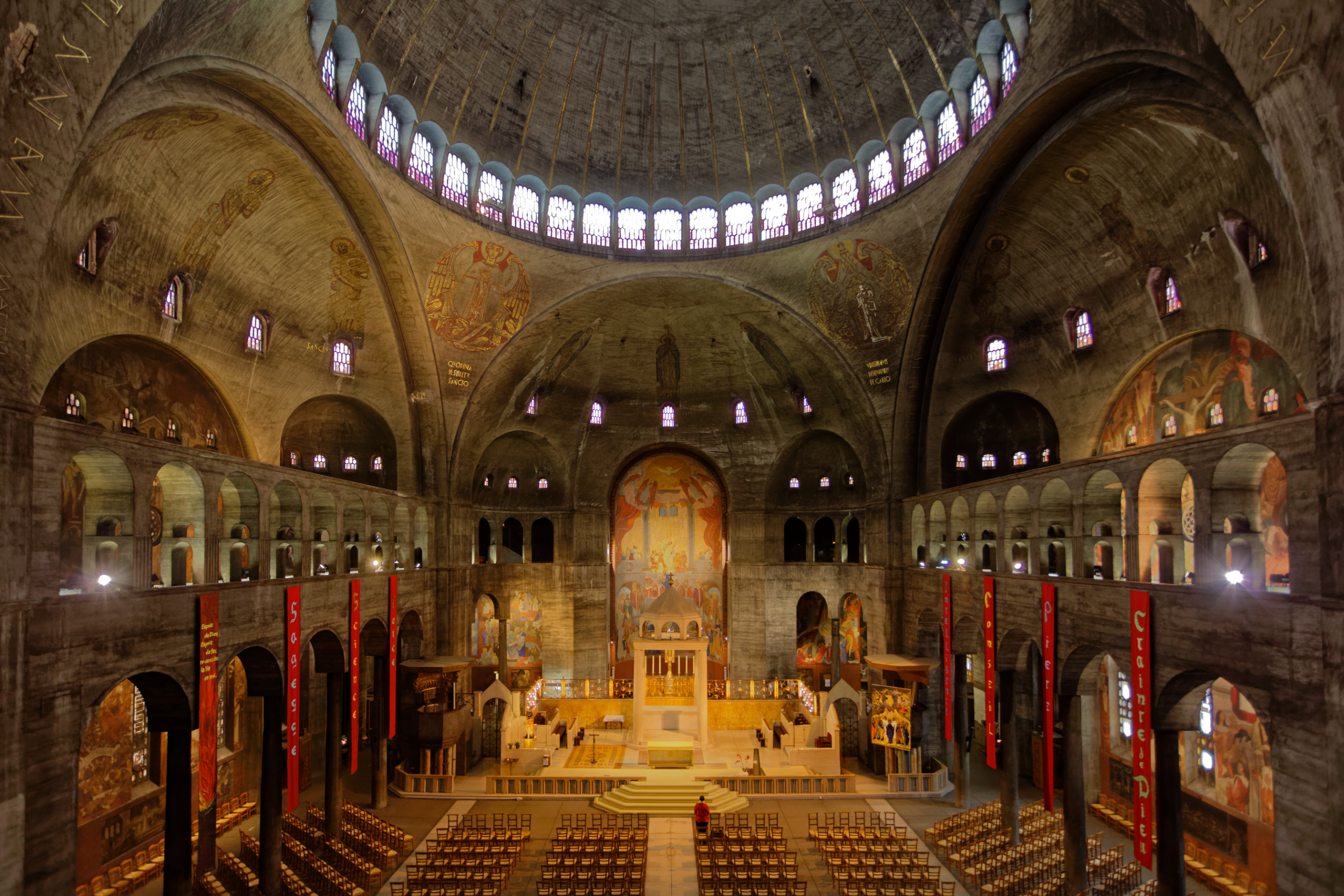
Paul Tournon, Saint-Esprit, Paris 1928–1935

Die Kirche Saint-Esprit in Paris, durch Paul Tournon zwischen 1928 und 1935 errichtet, besitzt einen kuppelbekrönten Innenraum, der der Hagia Sophia völlig nachgebildet wurde. Die Kirche ist mit ihrem 22 m messenden Kuppeldurchmesser und der von führenden Künstlern der ersten Hälfte des 20. Jahrhunderts entstammenden Interieurs eine der bedeutendsten Sakralbauten der Zeit zwischen den Weltkriegen. Die aus Spannbeton errichtete Kuppel bildete eine für die damaligen Zeit besonderen Herausforderungen.

#### Jüdische Sakralbauten
Der Temple Emanu-El in San Francisco wurde 1926 nach dem Vorbild der Hagia Sophia errichtet.

### Sagen und Legenden
Wie auch um andere bekannte historische Bauten ranken sich um die Hagia Sophia zahlreiche Sagen und Legenden. Da das sakrale Gebäude sowohl für das Christentum als auch für den Islam von großer Bedeutung und Symbolik ist, gibt es auf beiden Seiten viele Überlieferungen. Diese Volkssagen sind in Folklore und Glauben tief verwurzelt und identitätsstiftend.

#### Orthodoxes Christentum
Eine griechische Legende, die bis heute immer wieder erzählt wird, besagt, der Patriarch, der beim Eindringen der Osmanen in die Hagia Sophia gerade die Heilige Liturgie zelebrierte, sei mit allen liturgischen Geräten in einer Wand der Kirche verschwunden, bzw., in einer anderen Variante der Legende, floh er durch eine Seitentür. Von dort aus werde er zurückkommen, wenn die Hagia Sophia wieder eine Kirche ist und die Göttliche Liturgie zu Ende lesen. Eine andere Legende bezieht sich auf das Massaker an den Bürgern, die Zuflucht in der Hagia Sophia gesucht hatten, als die Osmanen in die Stadt eindrangen. Im Volksglauben heißt es, nur zwei Mönche hätten das Massaker oder die Gefangenschaft überlebt. Sie seien in die Galerie emporgestiegen und in der Wand verschwunden, aus der sie wiederkehren werden, wenn die Stadt erneut christlich ist.
Laut einer bekannten Überlieferung soll die Stadt an einem der letzten Tage vor der Eroberung von dichtem Nebel bedeckt gewesen sein, der sich nicht lichten wollte. Als sich der Nebel gegen Abend lichtete, soll die Hagia Sophia von rötlichem Licht umhüllt gewesen sein, das an ihrer Kuppel bis zum Kreuz aufstieg. Dies wurde vom Volke als Zeichen dafür gedeutet, dass das Christentum in Kürze in Blut baden würde. In manchen Variationen heißt es, jenes rötliche Licht sei über dem Kreuze verschwunden. Die häufigste Interpretation hierfür lautet, der Heilige Geist habe die Basilika verlassen, bevor sie entweiht wurde. Wissenschaftler vermuten, es habe sich um einen Effekt gehandelt, der nach einer Vulkaneruption auftreten kann.

#### Islam

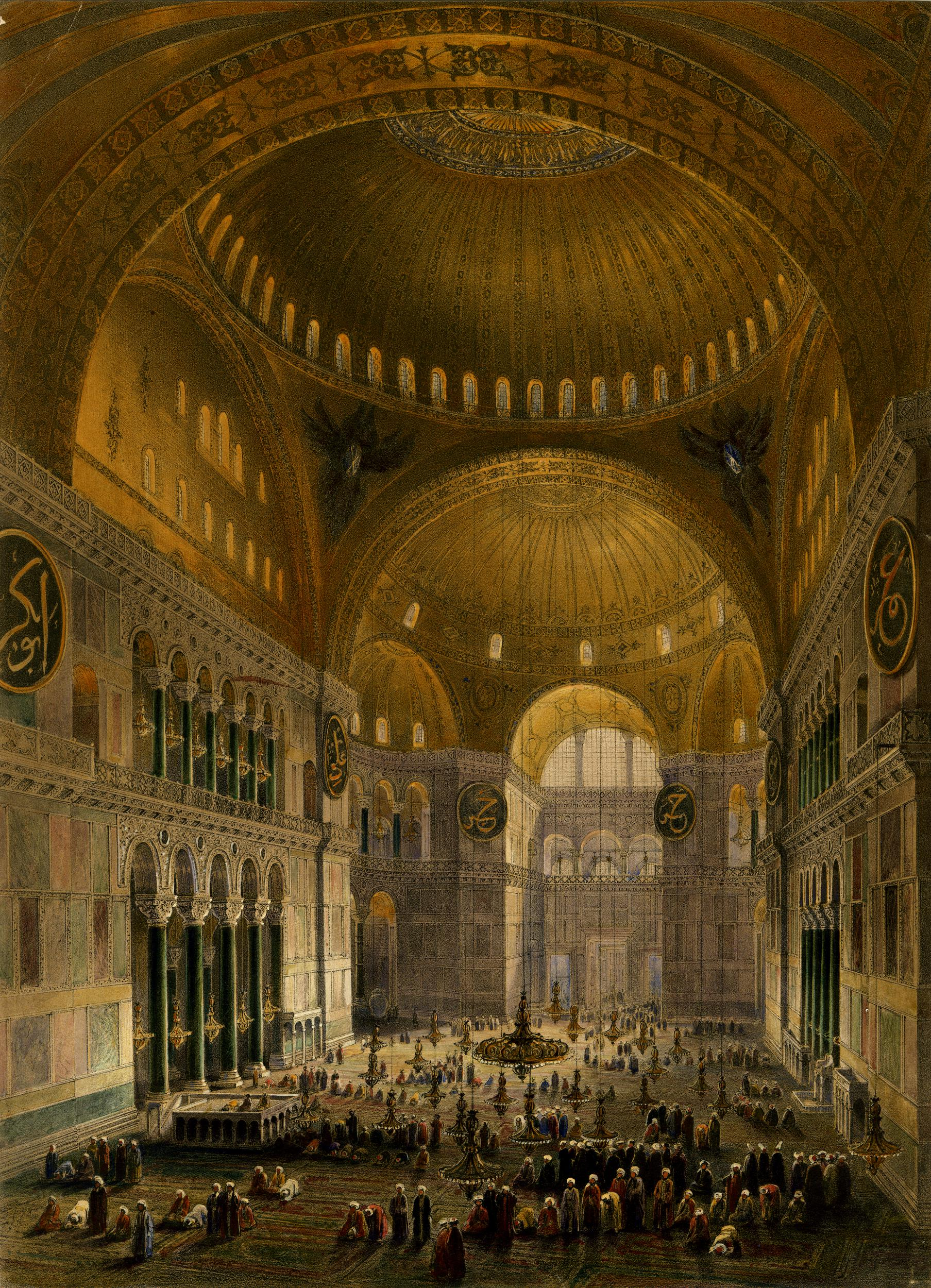
Hagia Sophia (1852)

Nach der Eroberung Konstantinopels durch die Osmanen entstand unter den neuen muslimischen Bewohnern im Laufe der Zeit eine Sage, die als wahren Kern den durch Erdbeben bedingten problematischen Kuppelbau der Hagia Sophia zum Inhalt hatte. Diese Erzählung ist mündlich in mehreren Varianten überliefert. Zentraler Punkt ist der Versuch, das Gelingen des Kuppelbaus an den islamischen Religionsstifter Mohammed zu knüpfen. Dabei wird den Erbauern – je nach Erzählvariante mehr oder minder spektakulär – kundgetan, dass nur der in Arabien lebende Prophet der Muslime, Mohammed, solch einen Kuppelbau durch Wunderkraft vollenden könne. Daher werden Gesandte ausgeschickt, welche Mohammed aufsuchen sollen. Nur von Mohammed gesegneter Sand bzw. mekkanische Erde und Wasser könne die Kuppel zum Tragen bringen. In einigen Varianten weissagt Mohammed im Anschluss seinen Anhängern, dass er nicht den Christen helfen wolle, sondern die Hagia Sophia als künftige islamische Gebetsstätte sehe. Eine islamische Legende behauptet, dass die Hagia Sophia auf einem Platz stehe, den der israelitische König Salomon in einem Gebet vorhergesagt habe. Da sich der Islam als einzig wahrer Erfüller des jüdisch-christlichen Monotheismus versteht, wird die angebliche jüdische Weissagung in dieser Legende zum Hinweis für die Muslime, den Platz der Hagia Sophia als für sie bestimmt anzusehen.

### Rückumwandlung in einen aktiven Sakralbau

#### Orthodoxe Kirche

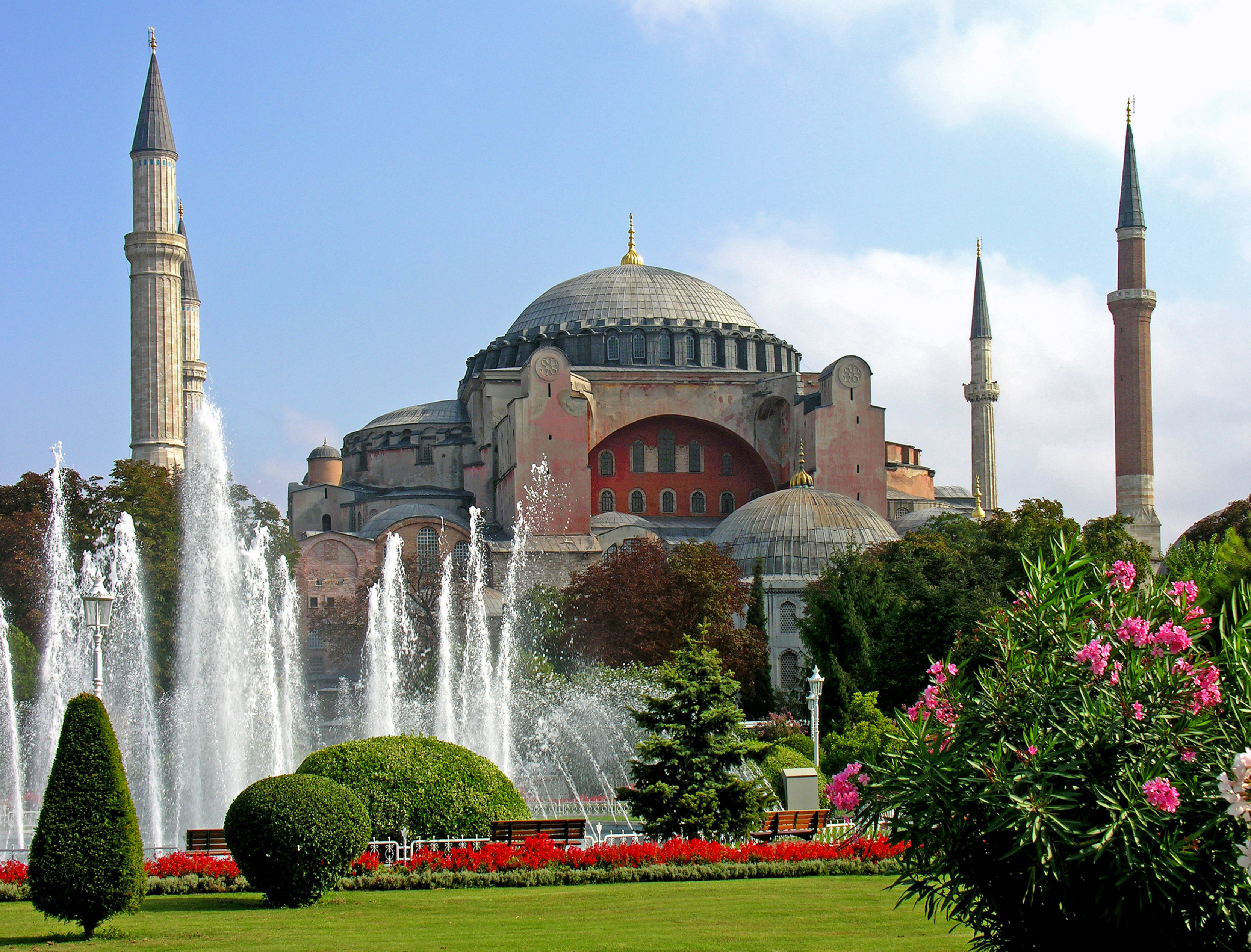
Hagia Sophia (2005)

Die Rhetorik zwischen Moskau und Ankara ist seit vielen Jahren sehr angespannt. Vor dem Hintergrund des Abschusses einer Suchoi Su-24 der russischen Luftwaffe 2015 durch die türkische Armee im syrisch-türkischen Grenzgebiet erreichten die ohnehin bereits schlechten Beziehungen ihren bisherigen Tiefpunkt. Als ein Zeichen guten Willens bzw. „eines freundschaftlichen Schrittes“ fordern russische Duma-Abgeordnete, unter anderen Sergei Gawrilow, Leiter des Ausschusses für Eigentumsfragen und Koordinator der parlamentarischen Gruppe für den Schutz christlicher Werte in der Duma, die Rückgabe der Hagia Sophia an die orthodoxe Kirche. Als solche wurde sie erbaut, und sie war wesentlich länger als Kirche genutzt worden denn als Moschee.
Gawrilow untermauerte seinen Antrag mit der Bedeutung der „freundschaftlichen Beziehungen“ zwischen Russland und der Türkei. Die Eröffnung der neuen Großen Moschee in Moskau unterstreiche die Achtung Russlands für den Islam. „Im Sinne der freundschaftlichen Beziehungen wäre es an der Türkei, einen ebensolchen Schritt zu setzen durch die Rückgabe der Hagia Sophia an die christliche Kirche“, so Gawrilow. Russland sei bereit, die „besten Spezialisten“ nach Istanbul zu schicken, „um dieses Monument der Weltchristenheit zu restaurieren“. Der russische Staat ist bereit, sich finanziell zu beteiligen und renommierte russische Architekten und Wissenschaftler für die Restaurierung zu engagieren. „Dieser Schritt würde der Türkei und dem Islam helfen, zu zeigen, dass guter Wille über der Politik steht“, so Gawrilow.
Auch Bartholomäus I., Erzbischof von Istanbul und Ökumenischer Patriarch, betonte: „Wenn die Hagia Sophia zum Gebet eröffnet wird, dann sollte sie wieder zu einer Kirche umgewandelt werden“. In einer vom türkischen Ministerium für Kultur und Tourismus erstellten Karte im Jahre 2007 taucht die Hagia Sophia nicht als Museum, sondern als Kirche auf. Das zeigt auch die Intention bestimmter Kreise, die die Hagia Sophia immer noch als Kirche sehen und sehen lassen möchten.
Selina Özuzun Doğan, die als eine von wenigen christlichen Politikerinnen für die kemalistische Oppositionspartei CHP im türkischen Parlament sitzt, empfand die aktive Nutzung der Hagia Sophia während des Ramadan 2016 als „respektlos“. Die Hagia Sophia sei eines der wichtigsten Symbole der kulturellen Vergangenheit des Landes und die religionsunabhängige Nutzung aus diesem Grund richtig. „Wenn man das Gebäude unbedingt in irgendeinen Originalzustand zurückversetzen wollte, dann müsste man es logischerweise wieder als Kirche nutzen“, sagt Doğan, schließlich sei die Hagia Sophia ursprünglich als Kirche gebaut und jahrhundertelang als solche genutzt worden. Außerdem gebe es einen weitaus größeren Mangel an christlichen als an muslimischen Gotteshäusern im Land.

#### Gemeinsames Gotteshaus
Der armenisch-orthodoxe Patriarch von Konstantinopel, Sahak II., schlug im Juni 2020 in der Debatte um den künftigen Status des Gebäudes vor, die Hagia Sophia in ein gemeinsames Gotteshaus für Muslime und Christen zu verwandeln.

#### Moschee

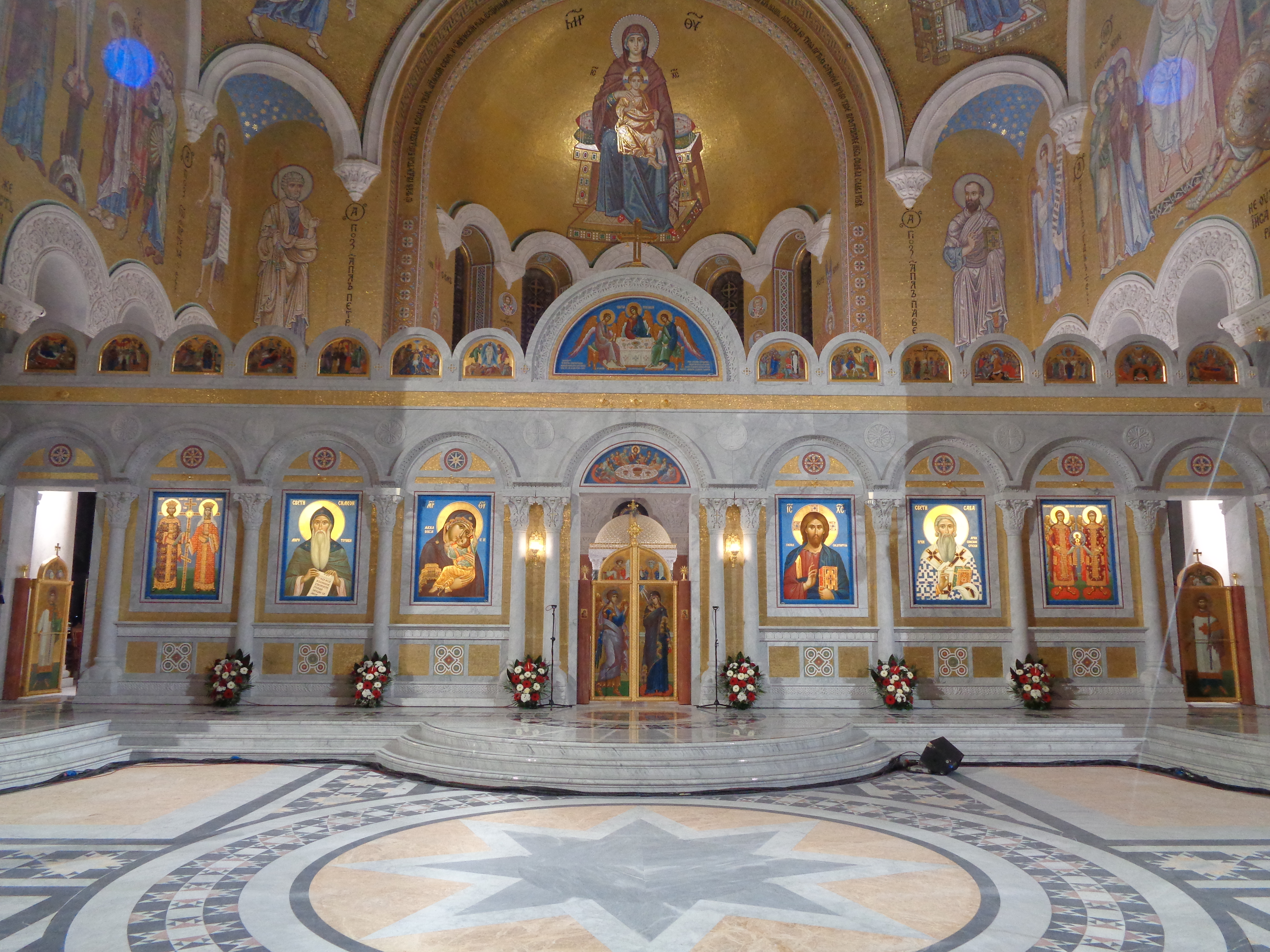
Ikonostase im Dom des Heiligen Sava in Belgrad, darüber das Mosaik der Theotokos mit Jesuskind

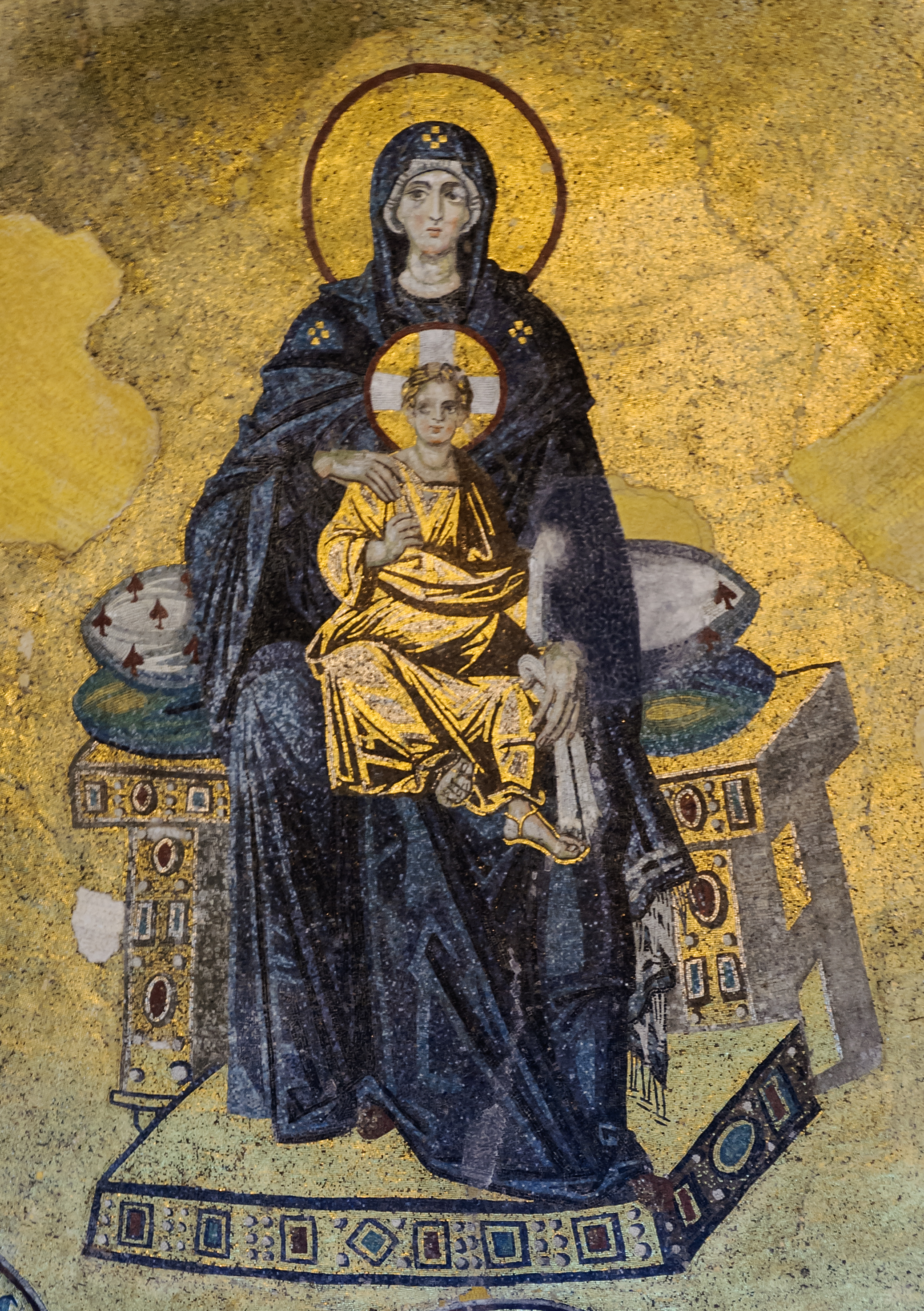
Originalmosaik der Theotokos Nikopoia in der Hagia Sophia

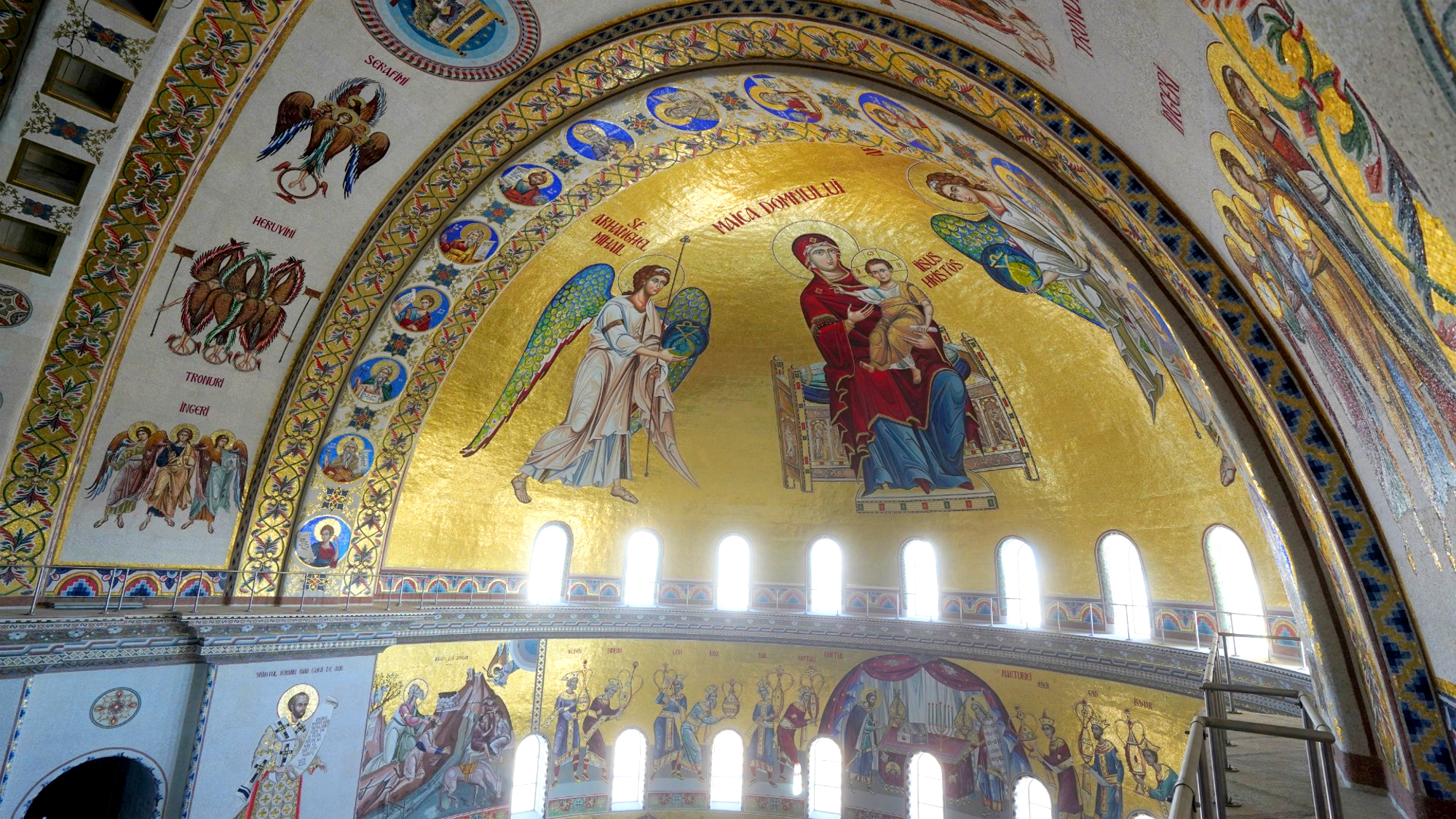
Theotokos über dem Altar in der Kathedrale der Erlösung des Volkes in Bukarest

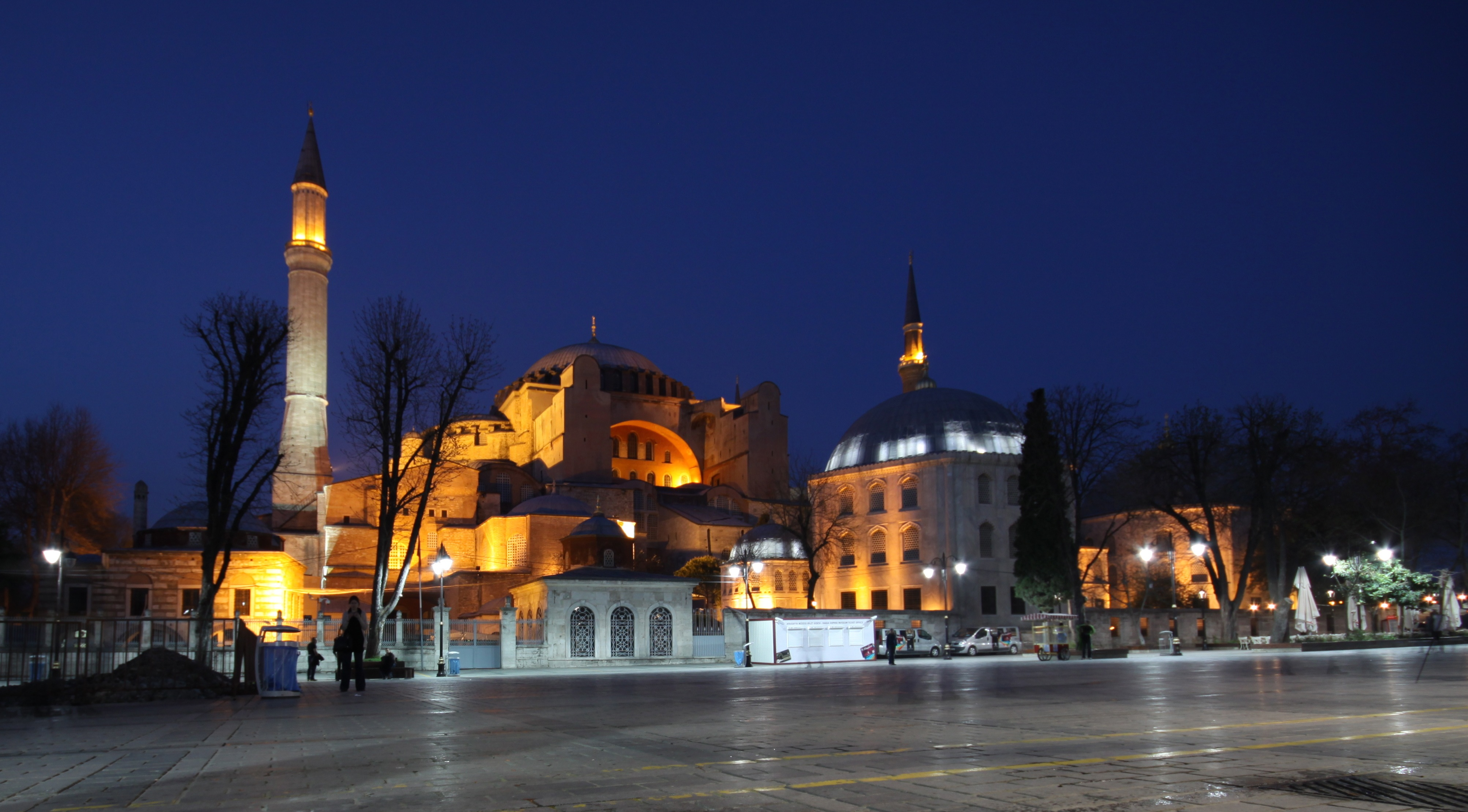
Die Hagia Sophia während der blauen Stunde (2013)

Mehrmals in der türkischen Geschichte wurde die Umwandlung in eine Moschee diskutiert. 2010 forderte die rechtsnationale Splitterpartei BBP von der türkischen Regierung, sie solle die Hagia Sophia am Ende des Fastenmonats Ramadan (8. September 2010) für das muslimische Gebet öffnen. Vor der Kommunalwahl in der Türkei 2014 forderte die islamisch-konservative Regierung Ende 2013 die Rückwandlung der Hagia Sophia in eine Moschee mit dem Ziel, Stimmen strenggläubiger Muslime zu gewinnen. Die Hagia Sophia sei das islamische Symbol Istanbuls. Einige Kritiker behaupten, die Unterschrift Atatürks sei gefälscht oder die Entscheidung sei unter ausländischem Druck zu Stande gekommen. Die Anadolu Gençlik Derneği, eine regierungsnahe Jugendorganisation, veranstaltete Ende Mai 2014 ein demonstratives Massenbeten mit tausenden Teilnehmern vor dem Museum.
Im Rahmen der Eröffnungsfeier einer neuen Ausstellung in der Hagia Sophia zitierte am 10. April 2015, dem Karfreitag der orthodoxen Christen, erstmals nach 85 Jahren wieder ein Imam Suren aus dem Koran. An der Feierlichkeit, die den Propheten Mohammed ehren sollte, nahmen auch Regierungsmitglieder teil. Teile der Opposition sahen in dieser Zeremonie einen weiteren Vorstoß der Regierung, die Hagia Sophia wieder in eine Moschee umzuwandeln.
Der Historiker İlber Ortaylı argumentierte, die Umwandlung in ein Museum sei etwas, worauf die Türkei hinsichtlich des Respekts vor fremder Kunst stolz sein solle. Er verwies auf die ehemalige Große Moschee von Córdoba, die seiner Meinung nach – im Gegensatz zur Hagia Sophia – durch den Einbau einer christlichen Kirche in ihrem Aufbau zerstört worden und immer noch eine Kathedrale sei. Die Welt würde zwar Atatürks Entscheidung zur Umwandlung in ein Museum nicht wertschätzen, aber zuallererst sei die Wertschätzung der türkischen Gesellschaft notwendig.
Anlässlich des Fastenmonats Ramadan im islamischen Jahr 1437 wurde die Hagia Sophia im Juni 2016 vorübergehend wieder als Moschee genutzt, was in der Türkei und in Griechenland zu einer Kontroverse führte. Vor den Lokalwahlen im Jahr 2019 kündigte Staatspräsident Erdoğan die Umwandlung in eine Moschee an. Am 29. Mai 2020, dem 567. Jahrestag der osmanischen Eroberung Konstantinopels, trug ein Geistlicher in der Hagia Sophia Koranverse vor. Im 2. Juli 2020 kündigte der Staatsrat, das oberste Verwaltungsgericht der Türkei, nach einer nur 15-minütigen Anhörung an, dass er binnen 14 Tagen ein Urteil in dieser Sache fällen werde. Am 10. Juli 2020 entschied das Gericht, dass die Kabinettsentscheidung aus dem Jahr 1934, mit der das Bauwerk von einer Moschee in ein Museum umgewandelt wurde, keine rechtliche Grundlage gehabt habe und deshalb nichtig sei. Erdoğan kündigte an, dass die Hagia Sophia für muslimische Gebete geöffnet werde. Der Vorsitzende der Religionsbehörde Diyanet, Ali Erbaş, gab anschließend den Beginn der Arbeiten bekannt. Man hoffe, bis zum 24. Juli 2020 fertig zu sein. Die UNESCO warnte die Türkei vor der eigenmächtigen Umwandlung, denn mit dem Weltkulturerbe-Status der Hagia Sophia sind „eine Reihe von Zusagen und rechtlichen Verpflichtungen verbunden“.
Griechenland verurteilte die geplante Umwidmung in eine Moschee und erklärte, es werde „alles, was es kann, tun, damit es Konsequenzen für die Türkei gibt“. Die Europäische Union, die Vereinigten Staaten und Russland nannten die Entscheidung bedauerlich. Die Russisch-Orthodoxe Kirche zeigte sich entsetzt. Metropolit Hilarion Alfejew, Leiter des Außenamts des Moskauer Patriarchats, sprach von einem Schlag gegen die Orthodoxie und sagte, „das geistige und kulturelle Erbe einer ganzen Welt sollte nicht als Geisel einer politischen Situation genommen werden.“ Die Umwidmung werde die Beziehung der Türkei zur christlichen Welt beeinflussen, erklärte er, denn „für alle orthodoxen Christen auf der Welt ist die Hagia Sophia ein wichtiges Symbol wie der Petersdom in Rom für die Katholiken“.
Der Serbisch-Orthodoxe Patriarch Irinej sprach in einer Stellungnahme vom 13. Juli 2020 von einer historischen Ungerechtigkeit und appellierte an die Türkei den Status des Gebäudes beizubehalten. Angesichts der erfolgten Umwandlung äußerten Irinej als auch der Präsident von Serbien, Aleksandar Vučić, am 20. August 2020 den Wunsch, dass der voraussichtlich im Oktober 2020 in Beisein von Wladimir Putin einzuweihende Dom des Heiligen Sava eine „Neue Hagia Sophia“ wird. Vučić sagte dazu: „In einer speziellen und indirekten Weise ist der Dom des Heiligen Sava ein Ersatz der Hagia Sophia, er wird mit der Muttergottes über dem Altar, die praktisch eine identische Kopie im Mosaik in der Hagia Sophia ist, wie seine Heiligkeit Irinej schon betonte, eine Art Neue Hagia Sophia.“ Ähnlich äußerte sich auch der rumänische Künstler Daniel Codrescu nach der Umwandlung der Hagia Sophia in eine Moschee. Der Koordinator des Ikonographenteams beim Bau der Nationalkathedrale in Bukarest Daniel Codrescu äußerte den Wunsch, dass die Theotokos der Catedrala Mântuirii Neamului symbolisch die Theotokos aus Konstantinopel ersetzen würden. Es handele sich um eine Synthese „im Sinne der rumänischen Seele“ mit Elementen mehrerer bekannter Ikonen, erklärte Daniel Codrescu.
Der Ökumenische Rat der Kirchen äußerte wegen der Entscheidung „Trauer und Bestürzung“. Die Hagia Sophia sei „ein Ort der Offenheit, der Begegnung und der Inspiration für Menschen aller Nationen und Religionen“. Bislang sei sie ein Symbol gewesen für die „Verbundenheit der Türkei mit dem Säkularismus“ und ihrem „Wunsch, die Konflikte der Vergangenheit hinter sich zu lassen“. Der Ökumenische Rat kritisierte, dass Erdoğan „dieses positive Zeichen der Offenheit der Türkei in ein Zeichen der Ausgrenzung und Spaltung verwandelt“ habe. Andere Stimmen argumentieren, dass jeder, der das Ende des Hagia Sophia Museums als Sieg über den Säkularismus begrüßt, die machtpolitischen Motive, die einer solchen Entscheidung zugrunde liegen, nicht erkennt. Beim Sonntagsgebet am 12. Juli 2020 auf dem Petersplatz sagte Papst Franziskus, er denke an die „Santa Sophia“ und sei „schwer getroffen“.